# Liste der Kulturdenkmale in Gohlis-Mitte, L–Z
Die Liste der Kulturdenkmale in Gohlis-Mitte enthält die Kulturdenkmale des Leipziger Ortsteils „Gohlis-Mitte“ des Stadtteils Gohlis, die in der Denkmalliste vom Landesamt für Denkmalpflege Sachsen mit Stand 2017 erfasst wurden.
Aus Platzgründen ist diese Liste geteilt. In dieser Liste sind die Kulturdenkmale in den Straßen mit den Anfangsbuchstaben L–Z erfasst. Die Kulturdenkmale in den Straßen A–K sind in der Liste der Kulturdenkmale in Gohlis-Mitte, A–K aufgeführt.

## Legende
- Bild: Bild des Kulturdenkmals, ggf. zusätzlich mit einem Link zu weiteren Fotos des Kulturdenkmals im Medienarchiv Wikimedia Commons. Wenn man auf das Kamerasymbol klickt, können Fotos zu Kulturdenkmalen aus dieser Liste hochgeladen werden:
- Bezeichnung: Denkmalgeschützte Objekte und ggf. Bauwerksname des Kulturdenkmals
- Lage: Straßenname und Hausnummer oder Flurstücknummer des Kulturdenkmals. Die Grundsortierung der Liste erfolgt nach dieser Adresse. Der Link (Karte) führt zu verschiedenen Kartendiensten mit der Position des Kulturdenkmals. Fehlt dieser Link, wurden die Koordinaten noch nicht eingetragen. Sind diese bekannt, können sie über ein Tool mit einer Kartenansicht einfach nachgetragen werden. In dieser Kartenansicht sind Kulturdenkmale ohne Koordinaten mit einem roten bzw. orangen Marker dargestellt und können durch Verschieben auf die richtige Position in der Karte mit Koordinaten versehen werden. Kulturdenkmale ohne Bild sind an einem blauen bzw. roten Marker erkennbar.
- Datierung: Baubeginn, Fertigstellung, Datum der Erstnennung oder grobe zeitliche Einordnung entsprechend des Eintrags in der sächsischen Denkmaldatenbank
- Beschreibung: Kurzcharakteristik des Kulturdenkmals entsprechend des Eintrags in der sächsischen Denkmaldatenbank, ggf. ergänzt durch die dort nur selten veröffentlichten Erfassungstexte oder zusätzliche Informationen
- ID: Vom Landesamt für Denkmalpflege Sachsen vergebene, das Kulturdenkmal eindeutig identifizierende Objekt-Nummer. Der Link führt zum PDF-Denkmaldokument des Landesamtes für Denkmalpflege Sachsen. Bei ehemaligen Kulturdenkmalen können die Objektnummern unbekannt sein und deshalb fehlen bzw. die Links von aus der Datenbank entfernten Objektnummern ins Leere führen. Ein ggf. vorhandenes Icon  führt zu den Angaben des Kulturdenkmals bei Wikidata.

## Liste der Kulturdenkmale in Gohlis-Mitte, L–Z
| Bild                                    | Bezeichnung | Lage | Datierung | Beschreibung | ID       |
| --------------------------------------- | --- | --- | --- | --- | -------- |
|                                         | Mietshaus in geschlossener Bebauung | Landsberger Straße 3 (Karte) | um 1900 (Mietshaus) | abgeknickte Klinkerfassade in Formen des ausgehenden Historismus mit Jugendstilanklängen, Kunststein- und Putzgliederungen, Kastenerker mit polygonalem Aufsatz und Spitzhaube, seitliche Vorlagen, bekrönt durch Zwerchhäuser mit Spitzgiebeln, Läden, ortsentwicklungsgeschichtlich von Bedeutung | 09296923 |
|                                         | Mietshaus in geschlossener Bebauung | Landsberger Straße 6 (Karte) | um 1910 (Mietshaus) | Putzfassade mit Einflüssen des Jugendstils und der Reformarchitektur um 1910, Steingliederungen, seitlich kleiner Polygonalerker, Loggia im dritten Obergeschoss und Dachaufbau mit Zierfachwerk, ortsentwicklungsgeschichtlich und baugeschichtlich von Bedeutung | 09263935 |
|                                         | Mietshaus in geschlossener Bebauung | Landsberger Straße 7 (Karte) | um 1905 (Mietshaus) | Putzfassade in Formen des ausgehenden Historismus, Kunststeingliederungen, Mittenbetonung durch Turmaufsatz, ortsentwicklungsgeschichtlich von Bedeutung | 09263936 |
|                                         | Mietshaus in geschlossener Bebauung | Landsberger Straße 8 (Karte) | um 1910 (Mietshaus) | Putzfassade in Formen des Jugendstils und der Reformarchitektur um 1910, Putz- und Kunststeingliederungen, Kastenerker, wohl jüngerer seitlicher Dachaufbau, ortsentwicklungsgeschichtlich von Bedeutung | 09264514 |
|                                         | Mietshaus in geschlossener Bebauung in Ecklage (bauliche Einheit mit Jägerstraße 1a), mit Vorgarten und Einfriedung in der Jägerstraße | Landsberger Straße 9 (Karte) | um 1905 (Mietshaus) | Putzfassade mit reichem Jugendstildekor, Putz- und Kunststeingliederungen, erkerartige Eckgestaltung mit Schaugiebel, Eckladen, zur Landsberger Straße leicht aus die Mitte gerückter Kastenerker, ortsentwicklungsgeschichtlich und baugeschichtlich von Bedeutung | 09263937 |
|                                         | Mietshaus in geschlossener Bebauung | Landsberger Straße 10 (Karte) | um 1905 (Mietshaus) | Putzfassade zwischen ausgehendem Historismus und Jugendstil, Putz- und Kunststeingliederungen, Mittenbetonung durch leicht geschweiften Giebel, ortsentwicklungsgeschichtlich und baugeschichtlich von Bedeutung | 09263934 |
|                                         | Mietshaus in geschlossener Bebauung | Landsberger Straße 12 (Karte) | um 1910 (Mietshaus) | wohl etwas geglättete, asymmetrische Putzfassade im Reformstil um 1910, Kunststeingliederungen, aus der Mitte gerückter Kastererker, Dachausbau mit Blendgiebel, ortsentwicklungsgeschichtlich von Bedeutung | 09263933 |
|                                         | Mietshaus in geschlossener Bebauung | Landsberger Straße 13 (Karte) | um 1905 (Mietshaus) | Putzfassade in Jugendstilformen,Putzgliederungen, seitliche Vorlagen als Loggien geöffnet, wohl jüngerer seitlicher Dachausbau, ortsentwicklungsgeschichtlich und baugeschichtlich von Bedeutung | 09263940 |
|                                         | Mietshaus in geschlossener Bebauung | Landsberger Straße 15 (Karte) | bezeichnet 1902 (Mietshaus) | Putzfassade in Jugendstilformen, Putz- und Kunststeingliederungen, nördliche Seitenachse in Loggien geöffnet, seitliches Dachhaus, ortsentwicklungsgeschichtlich und baugeschichtlich von Bedeutung | 09263941 |
|                                         | Mietshaus in geschlossener Bebauung | Landsberger Straße 18 (Karte) | um 1905 (Mietshaus) | Putzfassade zwischen ausgehendem Historismus und Jugendstil, Putz- und Kunststeingliederungen, aus der Mitte gerückter Zwerchgiebel, Tordurchfahrt und Laden, ortsentwicklungsgeschichtlich und baugeschichtlich von Bedeutung | 09263932 |
|                                         | Mietshaus in geschlossener Bebauung | Landsberger Straße 20 (Karte) | um 1905 (Mietshaus) | Putzfassade in Formen des ausgehenden Historismus mit Jugendstilanklängen, Kunststeingliederungen, aus der Mitte gerückter Kastenerker, seitlicher geschweifter Zwerchgiebel, Laden und Tordurchfahrt, ortsentwicklungsgeschichtlich von Bedeutung | 09263996 |
|                                         | Mietshaus in geschlossener Bebauung (bauliche Einheit mit Nr. 24) | Landsberger Straße 22 (Karte) | um 1905 (Mietshaus) | Putzfassade im Sinne der versachlichten Architektur nach 1900, Historismusnachklänge und Jugendstileinflüsse, Kunststeingliederungen, Erker mit Zierfachwerk, geschweifter Zwerchgiebel, Tordurchgang und ehemals Laden, ortsentwicklungsgeschichtlich und baugeschichtlich von Bedeutung | 09262722 |
|                                         | Mietshaus in geschlossener Bebauung (bauliche Einheit mit Nr. 22) | Landsberger Straße 24 (Karte) | um 1905 (Mietshaus) | Putzfassade im Sinne der versachlichten Architektur nach 1900, Historismusnachklänge und Jugendstileinflüsse, Kunststeingliederungen, Erker mit Zierfachwerk, geschweifter Zwerchgiebel, Laden, ortsentwicklungsgeschichtlich und baugeschichtlich von Bedeutung | 09263930 |
|                                         | Mietshaus in geschlossener Bebauung | Landsberger Straße 25 (Karte) | 1902–1903 (Mietshaus) | Klinker-Putz-Fassade in versachlichten Formen nach 1900 mit historistischen Nachklängen, Putz- und Kunststeingliederungen, seitliche Vorlagen, baugeschichtlich und ortsentwicklungsgeschichtlich von Bedeutung | 09290857 |
|                                         | Mietshaus in halboffener Bebauung in Ecklage, mit Vorgarten in der Matthisonstraße | Landsberger Straße 26 (Karte) | um 1905 (Mietshaus) | Putzfassade zwischen ausgehendem Historismus und Jugendstil, Putz- und Kunststeingliederungen, breiter Eckerker, einseitig von Holzbalkons flankiert, an der Matthisonstraße Seitenrisalit, zur Landsberger Straße seitliches Dachhaus, Eckladen, ortsentwicklungsgeschichtlich und baugeschichtlich von Bedeutung | 09263926 |
|                                         | Mietshaus in geschlossener Bebauung | Landsberger Straße 27 (Karte) | 1901–1902 (Mietshaus) | späthistoristische Klinkerfassade mit Jugendstilanklängen, Kunststeingliederungen, ortsentwicklungsgeschichtlich und baugeschichtlich von Bedeutung | 08985836 |
|                                         | Mietshaus in halboffener Bebauung in Ecklage | Landsberger Straße 28 (Karte) | um 1900 (Mietshaus) | Putzfassade in Formen des ausgehenden Historismus mit Jugendstildekoration, Kunststeingliederungen, Eckbetonung durch Erker mit Türmchenaussatz, Läden, ortsentwicklungsgeschichtlich und baugeschichtlich von Bedeutung | 09263927 |
|                                         | Mietshaus in geschlossener Bebauung | Landsberger Straße 29 (Karte) | um 1900 (Mietshaus) | Klinkerfassade in Formen des ausgehenden Historismus, Kunststein- und Putzgliederungen, seitliches Dachhaus, Laden und Tordurchfahrt, ortsentwicklungsgeschichtlich und baugeschichtlich von Bedeutung | 09263943 |
|                                         | Mietshaus in geschlossener Bebauung | Landsberger Straße 30 (Karte) | um 1900 (Mietshaus) | Klinkerfassade in Formen des Späthistorismus mit Jugendstilanklängen, Putz- und Kunststeingliederungen, Mittenbetonung durch Kastenerker, ehemals Laden, ortsentwicklungsgeschichtlich und baugeschichtlich von Bedeutung | 09263925 |
|                                         | Mietshaus in geschlossener Bebauung | Landsberger Straße 31 (Karte) | um 1900 (Mietshaus) | Klinkerfassade in Formen des ausgehenden Historismus, Kunststein- und Putzgliederungen, Tordurchfahrt und Laden, ortsentwicklungsgeschichtlich und baugeschichtlich von Bedeutung | 09263945 |
|                                         | Mietshaus in geschlossener Bebauung, mit Werkstattgebäude im Hof und Pflaster | Landsberger Straße 32 (Karte) | um 1905 (Mietshaus) | Klinkerfassade zwischen ausgehendem Historismus und Jugendstil, Kunststein-, Klinker- und Putzgliederungen, Tordurchfahrt, Werkstattgebäude Putzfassade mit Klinkergliederungen, ortsentwicklungsgeschichtlich und baugeschichtlich von Bedeutung | 09263924 |
|                                         | Mietshaus in geschlossener Bebauung | Landsberger Straße 33 (Karte) | um 1900 (Mietshaus) | Putzfassade in Formen des ausgehenden Historismus, Putz- und Kunststeingliederungen, äußere Achsen durch Pilaster eingefasst, Tordurchfahrt und Laden, ortsentwicklungsgeschichtlich von Bedeutung | 09263946 |
|                                         | Mietshaus in geschlossener Bebauung | Landsberger Straße 35 (Karte) | um 1905 (Mietshaus) | Putz-Klinker-Fassade in Formen des ausgehenden Historismus mit Jugendstilanklängen, Kunststein-, Putz- und Klinkergliederungen, Tordurchfahrt und Laden, korrespondierende Gestaltung mit Nachbarhaus Nummer 37, ortsentwicklungsgeschichtlich und baugeschichtlich von Bedeutung | 09263947 |
|                                         | Mietshaus in geschlossener Bebauung | Landsberger Straße 37 (Karte) | um 1905 (Mietshaus) | Putz-Klinker-Fassade in Formen des ausgehenden Historismus mit Jugendstilanklängen, Kunststein-, Putz- und Klinkergliederungen, ehemals Läden, korrespondierende Gestaltung mit Nachbarhaus Nummer 35, ortsentwicklungsgeschichtlich und baugeschichtlich von Bedeutung | 09263948 |
|                                         | Mietshaus in geschlossener Bebauung | Landsberger Straße 38 (Karte) | um 1900 (Mietshaus) | Putzfassade in späthistoristischen, renaissancistischen Formen mit Jugendstilanklängen, Putz- und Kunststeingliederungen, seitlicher Zwerchgiebel, ähnliche Gestaltung wie Nachbarhaus Nummer 40, ortsentwicklungsgeschichtlich und baugeschichtlich von Bedeutung | 09263923 |
|                                         | Mietshaus in geschlossener Bebauung und in Ecklage | Landsberger Straße 39 (Karte) | um 1900 (Mietshaus) | späthistoristische Klinkerfassade mit Putz- und Kunststeingliederungen, Eckbetonung durch Vorlagen mit Putzquaderung, ortsentwicklungsgeschichtlich und baugeschichtlich von Bedeutung | 09263949 |
|                                         | Mietshaus in geschlossener Bebauung | Landsberger Straße 40 (Karte) | um 1900 (Mietshaus) | Putzfassade in späthistoristischen, renaissancistischen Formen mit Jugendstilanklängen, Putz- und Kunststeingliederungen, Mittenbetonung durch Zwerchgiebel, ähnliche Gestaltung wie Nachbarhaus Nummer 38, ortsentwicklungsgeschichtlich und baugeschichtlich von Bedeutung | 09263922 |
|                                         | Mietshaus in geschlossener Bebauung in Ecklage | Landsberger Straße 42 (Karte) | bezeichnet 1913 (Mietshaus) | Putzfassade im Reformstil um 1910, Putzgliederungen und Putzdekor, breite verbrochene Ecke, zur Landsberger Straße zwei Polygonalerker und ein seitliches Dachhaus, zur Hölderlinstraße seitlicher erkerartiger Risalit, Läden, ortsentwicklungsgeschichtlich von Bedeutung | 09263921 |
| Direkt Bild zu diesem Denkmal hochladen | Wohnhaus in offener Bebauung, mit Vorgarten | Lenaustraße 3 (Karte) | 1927–1928 (Wohnhaus) | Zweifamilienhaus im Stil des Neuen Bauens, aus Kuben zusammengesetzter, abgestufter Baukörper, Putzfassade mit Flachdach, teils als Dachterrasse genutzt, sparsame Klinkergliederungen, Architekt: Albrecht Jaeger, Beispiel für Einflüsse der Bauhausarchitekur auf die Leipziger Bauentwicklung, ortsentwicklungsgeschichtlich, baugeschichtlich und baukünstlerisch von Bedeutung | 09291942 |
|                                         | Villa, mit Einfriedung und Garten | Lenaustraße 5 (Karte) | 1913 (Villa) | Putzfassade im Reformstil um 1910, Putz- und Kunststeingliederungen, verschiedene An- und Vorbauten, Zwerchhaus mit Schweifdach, Einfriedungen mit aufwändigen Gittertoren, Wohnsitz des Fabrikbesitzers und Stadtrats Fritz Joachim (als ehemaliger Bäckermeister Mitgründer der Leipziger Brotfabrik Gebr. Joachim, Pätz & Co.), ortsentwicklungsgeschichtlich und baugeschichtlich von Bedeutung | 09297919 |
|                                         | Villa, mit Garage, Vorgarten und Einfriedung | Lenaustraße 6 (Karte) | 1914 (Villa) | Putzbau im Reformstil um 1910/15, Putzgliederungen, Front mit Runderker im Erdgeschoss, Dachgaupe, Architekt: Richard Welz, benannt nach dem Direktor Alfred Linke, ortsentwicklungsgeschichtlich und baugeschichtlich von Bedeutung | 09297920 |
| Direkt Bild zu diesem Denkmal hochladen | Mietshaus in halboffener Bebauung | Lenaustraße 15 (Karte) | um 1900 (Mietshaus) | geglättete Putzfassade mit Kunststeingliederungen, seitliche Vorsprünge, inliegend von Balkonen mit Jugendstilgittern begleitet, ortsentwicklungsgeschichtlich von Bedeutung | 09264511 |
|                                         | Mietshaus in geschlossener Bebauung | Lindenthaler Straße 60 (Karte) | 1911–1912 (Mietshaus) | ehemals mit Laden, Putzfassade mit zwei Erkern, Reste bleiverglaster Treppenhausfenster, Stuckgliederung und Reliefs im Eingangsbereich, Reformstil-Architektur, baugeschichtlich von Bedeutung Für den Privatmann (Gustav) Franz Friedrich errichtete 1911–1912 der Baumeister und Architekt Paul Friedrich ein repräsentatives Mietshaus mit zwei Läden und ein eingeschossiges Hofgebäude zu Kontorzwecken. Das Vorderwohngebäude entstand als Putzbau mit repräsentativem Eingangsportal, zwei über alle Obergeschosse reichenden Polygonalerkern, die in Austritte für die Dachwohnungen enden. Ein sechsachsiges Dachhaus und zwei rundbogig abschließende Gaupen zeigen die intensive Wohnnutzung im Dachbereich, Putzreliefs mit figürlichen Darstellungen am Dachhaus (Kopien). In jeder Etage zwei Wohnungen mit Korridor, Küche mit Speisekammer und Austritt, Bad, Schlafzimmer sowie zwei oder drei weiteren Wohnräumen. 1966 Umbau eines Ladens zu Wohnzwecken, umfassende Sanierung wohl in den Jahren 1997–1999 mit Ausbau auch des zweiten Ladens zu einer Wohnung. Die Ausstattung weitgehend erhalten, von besonderem Interesse ist der großzügig konzipierte, repräsentative Eingangsbereich. Das pittoreske Hofgebäude war als Architektur-Atelier vorgesehen und besaß einen separaten Kontorraum (Abbruch 2001). Selten im Mietshausbau ist die Grundrissdarstellung von zwei Gartengestaltungen auf dem Grundstück, die sich in der Bauakte erhalten hat. LfD/2007 | 09263900 |
| Direkt Bild zu diesem Denkmal hochladen | Platzanlage | Ludwig-Beck-Straße (Karte) | um 1910 (Stadt- und Siedlungsgrün) | langgestreckter Grundriss, leicht geschwungene Wege, alter Gehölzbestand, teils Freiflächen, in stadträumlicher Beziehung zur repräsentativen Bebauung an der Ludwig-Beck-Straße, Planung vermutlich Carl Hampel, ortsentwicklungsgeschichtlich und gartengeschichtlich von Bedeutung | 09299192 |
|                                         | Mietshaus in halboffener Bebauung, mit Vorgarten und Einfriedung | Ludwig-Beck-Straße 4 (Karte) | 1908–1910 (Mietshaus) | Putzfassade im Reformstil um 1910, Putz- und Kunststeingliederungen, kastenförmiger Standerker, darüber Zwerchgiebel, ortsentwicklungsgeschichtlich von Bedeutung | 09297766 |
| Weitere Bilder                          | Mietshaus, mit Vorgarten und Einfriedung | Ludwig-Beck-Straße 8 (Karte) | um 1905 (Mietshaus) | Putzfassade in Formen des Jugendstils und der Reformarchitektur um 1910, Putz- und Kunststeingliederungen, Eckerker, seitlich zurückgesetzte Balkonzone, darüber geschweifter Zwerchgiebel, östliche Seitenfront mit Treppenhausrisalit, ortsentwicklungsgeschichtlich und baugeschichtlich von Bedeutung | 09263902 |
|                                         | Mietvilla, mit Vorgarten und Einfriedung | Ludwig-Beck-Straße 10 (Karte) | bezeichnet 1905 (Mietvilla) | malerischer Putzbau im Landhausstil um 1900, Kunststeingliederungen und charakteristisches Zierfachwerk an Vorbauten und Giebeln, Sockel mit Klinkerverkleidung, zur Straße Standerker, ortsentwicklungsgeschichtlich und baugeschichtlich von Bedeutung | 09263903 |
|                                         | Mietshaus in offener Bebauung, mit Vorgarten und Einfriedung | Ludwig-Beck-Straße 12 (Karte) | 1905–1906 (Mietshaus, bezeichnet 1905) | abwechslungsreich gegliederte Putzfassade im Landhausstil um 1900 mit Jugendstileinfluss, Sockel und Partien des Erdgeschosses mit Klinkerverkleidung, Gliederungselemente teils in Sandstein, zwei unterschiedlich gestaltete Standerker, verbunden durch Balkon, Traufbereich mit Zierfachwerk, baugeschichtliche, künstlerische und ortsentwicklungsgeschichtliche Bedeutung Gegenüber einer öffentlichen Grünfläche entstand 1905 der freistehende Wohnhausneubau mit jeweils zwei Wohnungen pro Etage. Bauherren waren neben dem Kaufmann Friedrich Robert Klotzsch, Inhaber eines „Hypotheken- und Immobilien-Bureaus“, der Prokurist Fritz Pönicke, Rauchwarenfärbereibesitzer Theodor Kniesche sowie Gutspächter Johann Karl Schütze. Für Entwurf und Baubetreuung gewannen die Herren den Architekten W. Becker. Augenscheinlich wird die Großzügigkeit der inneren Gestaltung an der aufwändigen Straßenfassade, deren hohes Walmdach durch Zwerchhausgiebel und ziegelgedeckte Turmdächer über den Standerkern eine prägende Bewegtheit erfährt. Ein Balkon (auf den Plänen zwei), eingespannt zwischen die Standerker und mittig angeordnet über dem Eingangsportal, setzt einen weiteren Akzent zur Straßenseite. Jugendstildekor, verschiedene Putzarten und die partielle Verwendung von Sichtfachwerk repräsentieren den Geschmack der Zeit, den Wohnräumen vorgelagerte Terrassen mit Treppen zum Vorgarten verstärken den Villen-Eindruck des Hauses. Jede Wohnung mit Vorsaal, Bad, separater Toilette, Küche mit Austritt, Schlafstube, Kinderstube, Wohnzimmer, Salon mit Erker, Mädchenkammer sowie auf der rechten Seite zusätzlich ein Herrenzimmer mit Austritt. Nach Genehmigung einer veränderten Ausführung der Dachgeschosswohnung für den Hausmann konnte im März 1906 die Schlussabnahme erfolgen. Sanierung, Umbau und weiterer Dachausbau liegen in der zweiten Hälfte der 1990er Jahre. Der prächtige, mietvillenartige Bau in repräsentativer Lage besitzt einen baugeschichtlichen, künstlerischen und ortsentwicklungsgeschichtlichen Wert. LfD/2014 | 09302874 |
|                                         | Mietshaus in offener Bebauung, mit Vorgarten, Einfriedung und Pflaster zum Eingang | Ludwig-Beck-Straße 14 (Karte) | bezeichnet 1906 (Mietshaus) | Putzfassade mit Einflüssen des Landhausstils um 1900 und des Jugendstils, auch Anklänge der Reformarchitektur um 1910, Putzdekor, durch Balkone verbundener Doppelerker mit Klinkerverkleidung im Erdgeschoss, großer Spitzgiebel, ortsentwicklungsgeschichtlich und baugeschichtlich von Bedeutung | 09263904 |
| Weitere Bilder                          | Mietshaus in halboffener Bebauung in Ecklage, mit Vorgarten und Einfriedung der Ludwig-Beck-Straße | Ludwig-Beck-Straße 18 (Karte) | um 1905 (Mietshaus) | opulenter Späthistorismusbau in renaissancistischen Formen, reich gegliederte Putz-Sandstein-Fassade, verschiedene Erker, Zwerchgiebel und Dachaufbau mit Türmchen, überdachte Eingangstreppe, aufwändige Innenausstattung, straßenbildprägend, baugeschichtlich, baukünstlerisch und ortsentwicklungsgeschichtlich von Bedeutung | 09292963 |
|                                         | Wohnhaus in offener Bebauung, mit Einfriedung und Vorgarten | Ludwig-Beck-Straße 20 (Karte) | 1934 (Wohnhaus) | Putzbau in charakteristischen Formen um 1935, sparsame Gliederungen, Walmdach, ortsentwicklungsgeschichtlich und baugeschichtlich von Bedeutung | 09263905 |
|                                         | Wohnhaus in offener Bebauung, mit Einfriedung und Vorgarten | Ludwig-Beck-Straße 22 (Karte) | um 1930 (Wohnhaus) | Putzbau in Formen um 1930, sparsame Putzgliederungen, Standerker mit Balkon, Walmdach, ortsentwicklungsgeschichtlich und baugeschichtlich von Bedeutung | 09263906 |
|                                         | Wohnhaus in offener Bebauung, mit Einfriedung und Vorgarten | Ludwig-Beck-Straße 24 (Karte) | 1934 (Wohnhaus) | Putzbau in typischen Formen um 1935 mit Nachklängen der Architektur der 1920er Jahre, akzentuierende Klinkergliederungen, zur Straße eingeschossiger Standerker, hohes Walmdach, Architekt: Fritz Riemann, ortsentwicklungsgeschichtlich und baugeschichtlich von Bedeutung | 09263997 |
|                                         | Wohnhaus in offener Bebauung, mit Einfriedung und Vorgarten | Ludwig-Beck-Straße 26 (Karte) | um 1935 (Wohnhaus) | Putzbau in typischen Formen um 1935 mit Nachklängen der Architektur der 1920er Jahre, akzentuierende Klinkergliederungen, zur Straße seitliche Vorlage, hohes Walmdach, ortsentwicklungsgeschichtlich und baugeschichtlich von Bedeutung | 09263907 |
| Direkt Bild zu diesem Denkmal hochladen | Haltepunkt eines Bahnhofs, mit zwei Eisenbahnbrücken über die Lützowstraße sowie Eisenbahnviadukt an der Blochmannstraße | Lützowstraße (Karte) | 1894, Eröffnung (Personenbahnhof), 1906–1907 (Viadukt), 1894 (Eisenbahnbrücke) | Viadukt liegt zwischen Geibelstraße und Lützowstraße, Doppelbahnhof mit zwei getrennten Haltepunkten, nur noch der nördliche, etwas tiefer gelegene Haltpunkt mit historischen Ausstattungselementen wie Überdachung und Pflasterung des zwischen den Gleisen liegenden Bahnsteigs erhalten, südlicher Haltepunkt vollständig erneuert und ohne Denkmalwert, nördliche Eisenbahnbrücke Eisenkonstruktion, südliche Eisenbahnbrücke gelbes Klinkermauerwerk mit Sandsteingliederung, Brückenpfeiler mit Obeliskenaufsätzen, östlich anschließend der ebenfalls in gelber Klinkerarchitektur ausgeführte und von Bögen getragene Viadukt, ortsentwicklungsgeschichtlich und eisenbahngeschichtlich von Bedeutung | 09294931 |
| Weitere Bilder                          | Villa Hilda; Villa Bleichert; später Heinrich-Budde-Haus: Villa mit Remisengebäude, Einfriedung mit Toreinfahrt, Villengarten mit Brunnen | Lützowstraße 19 (Karte) | 1890–1891 (Fabrikantenvilla), um 1885 (Remisengebäude) | repräsentativer, großbürgerlicher Villenbau mit aufwändiger Sandsteinfassade in Formen der Neurenaissance, Architekten: Pfeifer & Händel, Hauptfront mit Mittelrisalit, davor Säulenportikus, verbunden mit zum Garten führender Treppenanlage und Wandbrunnen, östlicher Gebäudeteil durch Kriegseinwirkung beschädigt, Remise ein Putzbau mit Putzgliederungen, Architekt: Max Bösenberg, Villengarten mit Altgehölzbestand und Wegeführung, Einfriedung Sandsteinpfosten und kunstvolle schmiedeeiserne Gitter, erbaut als Wohnsitz der Fabrikantenfamilie Adolf Bleichert, ortsentwicklungsgeschichtlich, baugeschichtlich und baukünstlerisch sowie gartengeschichtlich von Bedeutung | 09294340 |
|                                         | Mietshaus in halboffener Bebauung | Lützowstraße 21 (Karte) | um 1915 (Mietshaus) | Putzfassade im Reformstil um 1910/15, Putzgliederungen, Doppelerker, seitliches Zwerchhaus mit Dreieckgiebel, ehemals Läden, in korrespondierender Gestaltung mit Nachbarhaus Nummer 23, ortsentwicklungsgeschichtlich von Bedeutung | 09297968 |
|                                         | Mietshaus in geschlossener Bebauung | Lützowstraße 23 (Karte) | um 1915 (Mietshaus) | Putzfassade im Reformstil um 1910/15, Putzgliederungen, Doppelerker, verbunden durch Balkon im ersten Obergeschoss, seitliches Zwerchhaus mit Dreieckgiebel, ehemals Läden, in korrespondierender Gestaltung mit Nachbarhaus Nummer 21, ortsentwicklungsgeschichtlich und baugeschichtlich von Bedeutung | 09297969 |
|                                         | Mietshaus in halboffener Bebauung in Ecklage, mit seitlicher Einfriedung an der Benedixstraße | Lützowstraße 25 (Karte) | um 1915 (Mietshaus) | Putzfassade im Reformstil um 1910/15, Putz- und Kunststeingliederung, Eckbetonung durch Runderker mit Türmchenaufsatz, an den Fronten je ein Kastenerker, zur Benedixstraße außerdem Loggien, zur Lützowstraße seitliches Zwerchhaus mit Segmentgiebel, Läden, straßenbildprägende Lage, ortsentwicklungsgeschichtlich und baugeschichtlich von Bedeutung | 09297970 |
|                                         | Mietshaus in ehemals geschlossener Bebauung | Lützowstraße 33 (Karte) | um 1910 (Mietshaus) | Putzfassade im Reformstil um 1910, Putz- und Kunststeingliederungen, seitlich der Mittelachse nur leicht vortretende Erker, stiltypischer Putzdekor, seitliches Dachhaus, ortsentwicklungsgeschichtlich und baugeschichtlich von Bedeutung | 09297815 |
| Weitere Bilder                          | Drahtseilbahnfabrik Adolf Bleichert & Co. (ehem.): Ehemalige Fabrikanlage (Anschrift: Lützowstraße 34 und Wilhelm-Sammet-Straße 17, 19, 21, 23, 25, 27, 29 sowie Wilhelm-Sammet-Straße 91 und 93), mit mehreren Verwaltungs- und Fabrikgebäuden, zwei Werkhallen sowie Vorgarten und Einfriedung | Lützowstraße 34 (Karte) | 1881, Ansiedlung in Gohlis (Maschinenbauindustrieanlage), 1881 (Verwaltungsgebäude), 1897 (Verwaltungsgebäude), 1909–1911, Königsbau (Verwaltungsgebäude), 1906, Betriebsverwaltung (Verwaltungsgebäude)                                                   | Mehrzahl der Gebäude in historistischen Formen, Klinkerfassaden mit Putz- und Steingliederungen, sogenannter Königsbau Putzbau im Reformstil um 1910, mit Betonkonstruktion, 1874 Firmengründung, 1881 Ansiedlung in Gohlis, Firma Drahtseilbahnen Adolf Bleichert & Co. weltweit älteste und ehemals bedeutendste Fabrik für Drahtseilbahnen, später Erweiterung der Produktion mit Herstellung von Hebezeugen sowie verschiedener Verlade- und Transportanlagen, zu DDR-Zeiten VEB Verlade- und Transportanlagen Leipzig »Paul Fröhlich« (VTA), Zeugnis für die Bedeutung Leipzigs als einstiges Zentrum des Maschinenbaus (siehe auch Wilhelm-Sammet-Straße 15), ortsentwicklungsgeschichtlich, industriegeschichtlich und baugeschichtlich von Bedeutung | 09300205 |
| Weitere Bilder                          | Mietshaus in halboffener Bebauung in Ecklage, mit Vorgarten an der Wilhelm-Sammet-Straße | Lützowstraße 38 (Karte) | 1905–1907 (Mietshaus) | schlicht gehaltene Putzfassade im Sinne der versachlichten Architektur nach 1900, Putzgliederungen, gerundete risalitartig betonte Ecke mit Laden, zur Wilhelm-Sammet-Straße Erker durch alle Geschosse, zur Lützowstraße seitliches Dachhaus, ortsentwicklungsgeschichtlich und baugeschichtlich von Bedeutung Nach Bauherrenwechsel im Oktober 1906 wird das Erscheinungsbild des im Bau befindlichen wirkungsvollen Eckwohngebäudes mit edler Putzfassade durch den bauleitenden Architekten Richard Welz prägend verändert. Gut ein Jahr zuvor war von Zimmermeister Friedrich Pieper als Bauherren eine recht bieder scheinende historistische Zeichnung eingereicht worden, auf der eine zaghafte Annäherung an den Jugendstil erkennbar ist. Genannt sind Baumeister und Architekt William Jonas sowie sein Mitarbeiter Richard Heine. Ab 1906 nun Welz und der unter Vertrag genommene Maurermeister Friedrich Otto Rothmann als Ausführender. Im Oktober 1907 beantragte als Bauherr der Kaufmann Gottfried Gustav Albert Finzel die Endabnahme. Errichtung der Einfriedung an der damaligen Bleichertstraße ebenfalls 1907, im Folgejahr Anbau hölzerner Veranden am Ostgiebel, 1911 Einbau einer Hausmannswohnung im Dachgeschoss, 1927 Ladeneinbau neben dem Hauseingang. 1946 erging Bauantrag für die Wiederinstandsetzung des Grundstücks unter Federführung des Architekten O. M. Rothmann für den im Haus wohnenden Eigentümer Max Schöne. Grundlegende Instandsetzung zwischen 1963 und 1969 nach Plänen von Bauingenieur Willy Stürmer. Von besonderem denkmalpflegerischen Interesse ist die überkommene originale Ausstattung, unter anderem Türen mit geschliffenen Gläsern, bleiverglaste Treppenhausfenster, Wandstuck im Eingangsbereich und in den Wohnungen. Städtebaulich wirksamer Eckbau mit besonderer handwerklicher Innenausstattung, baugeschichtlich von Bedeutung. LfD/2011 | 09303811 |
|                                         | Mietshaus in geschlossener Bebauung | Lützowstraße 40 (Karte) | um 1905 (Mietshaus) | symmetrische, mittenbetonte Putzfassade mit Jugendstildekor, Putz- und Kunststeingliederungen, Laden, ortsentwicklungsgeschichtlich und baugeschichtlich von Bedeutung | 09297971 |
|                                         | Mietshaus in geschlossener Bebauung | Lützowstraße 42 (Karte) | um 1905 (Mietshaus) | weitgehend symmetrische Putzfassade mit Jugendstildekor, Putz- und Kunststeingliederungen, Laden, ortsentwicklungsgeschichtlich und baugeschichtlich von Bedeutung | 09297903 |
|                                         | Mietshaus in halboffener Bebauung in Ecklage, mit Vorgarten und Einfriedung in der Rückertstraße | Lützowstraße 44 (Karte) | um 1905 (Mietshaus) | markante Putz-Klinker-Fassade in jugendstiligen Formen, Putz- und Kunststeingliederungen, risalitartige überhöhte Eckbetonung mit kleinem Schaugiebel, Läden, straßenbildprägende Lage, ortsentwicklungsgeschichtlich und baugeschichtlich von Bedeutung | 09297905 |
|                                         | Mietshaus in geschlossener Bebauung | Lützowstraße 46 (Karte) | um 1905 (Mietshaus) | Klinkerfassade zwischen ausgehendem Historismus und Jugendstil, Kunststeingliederungen, betonte Mittelachse, Laden, ortsentwicklungsgeschichtlich und baugeschichtlich von Bedeutung | 09297906 |
|                                         | Mietshaus in geschlossener Bebauung | Lützowstraße 48 (Karte) | um 1900 (Mietshaus) | späthistoristische Klinkerfassade mit Putz- und Kunststeingliederungen, leichte Mittenbetonung durch gekuppelte Fenster, ortsentwicklungsgeschichtlich und baugeschichtlich von Bedeutung | 09297907 |
|                                         | Mietshaus in geschlossener Bebauung (bauliche Einheit mit Nr. 56) | Lützowstraße 54 (Karte) | 1906 (Mietshaus) | Sandsteinfassade unter Einfluss der Richardson Romanesque, bossiert, interessantes Beispiel der Mietshausgestaltung um 1905, ortsentwicklungsgeschichtlich und baugeschichtlich von Bedeutung | 09297908 |
|                                         | Mietshaus in geschlossener Bebauung (bauliche Einheit mit Nr. 54) | Lützowstraße 56 (Karte) | um 1905 (Mietshaus) | Sandsteinfassade unter Einfluss der Richardson Romanesque, bossiert, interessantes Beispiel der Mietshausgestaltung um 1905, ortsentwicklungsgeschichtlich und baugeschichtlich von Bedeutung | 09297909 |
| Direkt Bild zu diesem Denkmal hochladen | Einzeldenkmale o. g. Sachgesamtheit: fünf Mehrfamilienhäuser einer Wohnanlage (siehe auch Sachgesamtheitsdokument – Obj. 09297915, Coppistraße 23–31) | Lützowstraße 58; 60; 62; 64; 66 (Karte) | bezeichnet 1928 (Mehrfamilienwohnhaus) | Putzfassaden in typischen Formen der 1920er Jahre, akzentuierender, teils figürlicher Art-déco-Schmuck, Putz- und Kunststeingliederungen, Nummer 60 und 62 mit Doppelerkern und Ziergiebeln, Eckhaus (Nummer 66) mit wirkungsvoll gerundeter Fassade, siehe auch Coppistraße 23–31, Dinterstraße 18–28 und Kleiststraße 13–17, Zeugnisse des sozialen Wohnungsbaus zur Zeit der Weimarer Republik, baugeschichtlich und sozialgeschichtlich von Bedeutung | 09297912 |
| Direkt Bild zu diesem Denkmal hochladen | Einzeldenkmale der Sachgesamtheit Artillerie-Kaserne: Stabsgebäude (Fleißnerstraße 17), zwei Familien-Wohngebäude (Fleißnerstraße 26 und 28), zwei Mannschaftsgebäude (Fleißnerstraße 4/6/8 und Fleißnerstraße 20/22/24), ein Wirtschaftsgebäude (Fleißnerstraße 10, 12, 14, 16 und 18), sieben Remisengebäude (Fleißnerstraße 3, 3a, 3b, 3c, 3d und 3e, Fleißnerstraße 5, 5a, 5b, 5c, 5d mit Martin-Drucker-Straße 4, 4a, 4b, 4c, 4d, Fleißnerstraße 7, 7a, 7b, 7c, 7d mit Martin-Drucker-Straße 6, 6a, 6b, 6c, 6d, Fleißnerstraße 9, 9a, 9b, 9c, 9d mit Martin-Drucker-Straße 8, 8a, 8b, 8c, 8d, Fleißnerstraße 11 mit Martin-Drucker-Straße 10, Fleißnerstraße 13, 13a, 13b, 13c, 13d mit Martin-Drucker-Straße 14, 14a, 14b, 14c, 14d, Fleißnerstraße 15, 15a, 15b, 15c, 15d mit Martin-Drucker-Straße 16, 16a, 16b, 16c, 16d), Offizierskasino (Olbrichtstraße 2a, 2b und 2c), Wach- und Depotgebäude des Artilleriedepots (Olbrichtstraße 2 mit Viertelsweg 69), zwei Remisengebäude des Artilleriedepots (Reinmuthweg 2–30 und Martin-Drucker-Straße 19, 19a, 21, 23, 25, 27, 29 und 31), Stallgebäude (Martin-Drucker-Straße 3, 3a, 3b, 3c, 3d, 3e und 3f), Nebengebäude an der Tresckowstraße (Martin-Drucker-Straße 2/2a), Nebengebäude an der Tresckowstraße (Tresckowstraße 6), weiterhin mit der Einfriedung an der Hans-Oster-Straße, Olbrichtstraße, Tresckowstraße und Viertelsweg sowie dem Haupttor am Viertelsweg zur Fleißnerstraße und dem Tor an der Olbrichtstraße neben dem Kasino (siehe auch Sachgesamtheitsdokument – Obj. 09306489) | Martin-Drucker-Straße 2; 2a; 3; 3a; 3b; 3c; 3d; 3e; 3f; 4; 4a; 4b; 4c; 4d; 6; 6a; 6b; 6c; 6d; 8; 8a; 8b; 8c; 8d; 10; 14; 14a; 14b; 14c; 14d; 16; 16a; 16b; 16c; 16d; 19; 19a; 21; 23; 25; 27; 29; 31 (Karte) | 1901–1902, bezeichnet 1901 (Kaserne) | Kasernenanlage zwischen Viertelsweg und Tresckowstraße, Hans-Oster-Straße und Olbrichtstraße, erbaut als Kaserne des 7. Artillerie-Regiments Nummer 77, gelbe Klinkerbauten, militärhistorisch, baugeschichtlich und ortsgeschichtlich von Bedeutung | 09300281 |
| Weitere Bilder                          | Mietshaus in offener Bebauung, mit Vorgarten | Matthissonstraße 2 (Karte) | um 1910 (Mietshaus) | Putzfassade mit Historismusnachklängen und Jugendstileinflüssen, Kunststein- und Putzgliederungen, seitlicher kastenförmiger Standerker darüber Zwerchhaus, runder Eckturm mit spitzer Haube, ortsentwicklungsgeschichtlich und baugeschichtlich von Bedeutung | 09263929 |
| Weitere Bilder                          | Feuerwehrgebäude in offener Bebauung, mit seitlichen Toreinfahrten | Matthissonstraße 4 (Karte) | 1904–1907 (Feuerwache) | freistehender Bau mit roten Klinkerfassaden in renaissancistischen Formen, Natursteinsockel, die infolge eines Bombentreffers 1943 erneuerten Teile verputzt, seitliche Vorlagen, Erdgeschoss mit vier rundbogigen Toreinfahrten zum Geräteraum, Südostecke turmartiges Steigerhaus mit Schlauchschacht, Architekt Stadtbaurat Otto Wilhelm Scharenberg, Inschrift, Stadtwappen und drei allegorische Reliefs nach Modellen des Bildhauers Joseph Magr, Zeugnis der Feuerwehrgeschichte, ortsgeschichtlich, baugeschichtlich und künstlerisch von Bedeutung | 09292514 |
| Weitere Bilder                          | Mietshaus in offener Bebauung | Max-Metzger-Straße 2 (Karte) | um 1910 (Mietshaus) | Putzfassade im Reformstil um 1910, Putzgliederungen, akzentuierender Putzdekor, zwei seitliche Erker in Kasten- und Rundform, geschweifter seitlicher Zwerchgiebel, ortsentwicklungsgeschichtlich und baugeschichtlich von Bedeutung | 09263984 |
| Weitere Bilder                          | Mietshaus in offener Bebauung | Max-Metzger-Straße 4 (Karte) | um 1910 (Mietshaus) | Putzfassade im Reformstil um 1910, Putzgliederungen, zwei seitliche Erker in Kasten- und Rundform, geschweifter seitlicher Zwerchgiebel, ortsentwicklungsgeschichtlich und baugeschichtlich von Bedeutung | 09263985 |
| Weitere Bilder                          | Doppelmietshaus in offener Bebauung | Max-Metzger-Straße 5; 6 (Karte) | um 1910 (Doppelmietshaus) | Putzfassade im Reformstil um 1910, Putzgliederungen, seitliche Vorlagen mit Dreiecksgiebeln, Mittenbetonung durch Doppelerker und Loggien, ortsentwicklungsgeschichtlich und baugeschichtlich von Bedeutung | 09263986 |
|                                         | Handschwengelpumpe mit Brunnenschacht und Abdeckplatte | Michael-Kazmierczak-Straße (Karte) | 1906 (Handschwengelpumpe) | Typ Delphin, Zeugnis der Wasserversorgung in der Vergangenheit, stadtgeschichtlich von Bedeutung | 09294879 |
|                                         | Handschwengelpumpe mit Brunnenschacht und Abdeckplatte | Michael-Kazmierczak-Straße (Karte) | 1906 (Handschwengelpumpe) | Typ Delphin, Zeugnis der Wasserversorgung in der Vergangenheit, stadtgeschichtlich von Bedeutung | 09262281 |
|                                         | Mietshaus in geschlossener Bebauung in Ecklage | Michael-Kazmierczak-Straße 2 (Karte) | bezeichnet 1904 (Mietshaus) | Putzfassade mit Putzgliederungen und jugendstiligem Putzdekor, abgeschrägte Ecke mit Balkonen und Ziergiebel, ehemals Eckladen, zur Michael-Kazmierczak-Straße Erker, ortsentwicklungsgeschichtlich von Bedeutung | 09298859 |
|                                         | Mietshaus in geschlossener Bebauung | Michael-Kazmierczak-Straße 2a (Karte) | um 1905 (Mietshaus) | Putzfassade in Jugendstilformen, Kunststein- und Putzgliederungen, ortsentwicklungsgeschichtlich und baugeschichtlich von Bedeutung | 09297791 |
|                                         | Mietshaus in halboffener Bebauung | Michael-Kazmierczak-Straße 3 (Karte) | um 1910 (Mietshaus) | Putzfassade im Reformstil um 1910 mit Jugendstilnachklängen, Putz- und Kunststeingliederungen, Doppelerker, einer überhöht und mit Zwerchhaus verbunden, ortsentwicklungsgeschichtlich und baugeschichtlich von Bedeutung | 09297171 |
|                                         | Mietshaus in geschlossener Bebauung | Michael-Kazmierczak-Straße 4 (Karte) | um 1905 (Mietshaus) | Putzfassade mit Jugendstildekor, Kunststeingliederungen, ortsentwicklungsgeschichtlich von Bedeutung | 09299316 |
|                                         | Mietshaus in geschlossener Bebauung | Michael-Kazmierczak-Straße 5 (Karte) | um 1910 (Mietshaus) | Putzfassade im Reformstil um 1910 mit Jugendstilnachklängen, Putz- und Kunststeingliederungen, angedeuteter Doppelerker, seitliches Zwerchhaus, ortsentwicklungsgeschichtlich und baugeschichtlich von Bedeutung | 09297790 |
|                                         | Mietshaus in geschlossener Bebauung | Michael-Kazmierczak-Straße 6 (Karte) | um 1905 (Mietshaus) | etwas geglättete Putzfassade mit späthistoristischem und jugendstiligem Dekor, Kunststeingliederungen, ortsentwicklungsgeschichtlich von Bedeutung | 09297898 |
|                                         | Mietshaus in halboffener Bebauung | Michael-Kazmierczak-Straße 7 (Karte) | 1909 (Mietshaus) | Putzfassade im Reformstil um 1910 mit Jugendstilnachklängen, Putzgliederungen, Hausdurchgang, ortsentwicklungsgeschichtlich und baugeschichtlich von Bedeutung | 09299315 |
|                                         | Mietshaus in geschlossener Bebauung | Michael-Kazmierczak-Straße 8 (Karte) | um 1905 (Mietshaus) | Putzfassade mit Jugendstildekor, Kunststeingliederungen, ortsentwicklungsgeschichtlich und baugeschichtlich von Bedeutung | 09296953 |
|                                         | Mietshaus in geschlossener Bebauung in Ecklage | Michael-Kazmierczak-Straße 10 (Karte) | bezeichnet 1903 (Mietshaus) | Putzfassade in Jugendstilformen, Putzgliederungen und Putzdekor, abgeschrägte Ecke mit Eckladen und Ziergiebel, Front zur Michael-Kazmierczak-Straße mit Erker, ortsentwicklungsgeschichtlich und baugeschichtlich von Bedeutung | 09297167 |
|                                         | Mietshaus in geschlossener Bebauung | Michael-Kazmierczak-Straße 11 (Karte) | um 1900 (Mietshaus) | späthistoristische Klinkerfassade mit Kunststein- und Klinkergliederungen, sehr ähnliche Gestaltung wie Nachbarhäuser Nummer 13 und 15, ortsentwicklungsgeschichtlich und baugeschichtlich von Bedeutung | 09297953 |
|                                         | Mietshaus in geschlossener Bebauung | Michael-Kazmierczak-Straße 13 (Karte) | um 1900 (Mietshaus) | späthistoristische Klinkerfassade mit Kunststein- und Klinkergliederungen, sehr ähnliche Gestaltung wie Nachbarhäuser Nummer 11 und 15, ortsentwicklungsgeschichtlich und baugeschichtlich von Bedeutung | 09297954 |
|                                         | Mietshaus in ehemals geschlossener Bebauung | Michael-Kazmierczak-Straße 14 (Karte) | um 1895 (Mietshaus) | späthistoristische Putzfassade mit Putz- und Kunststeingliederungen, Tordurchfahrt und Laden, ortsentwicklungsgeschichtlich und baugeschichtlich von Bedeutung | 09297961 |
|                                         | Mietshaus in geschlossener Bebauung | Michael-Kazmierczak-Straße 15 (Karte) | um 1900 (Mietshaus) | späthistoristische Klinkerfassade mit Kunststein- und Klinkergliederungen, sehr ähnliche Gestaltung wie Nachbarhäuser Nummer 11 und 13, Hausdurchgang und ehemals Laden, ortsentwicklungsgeschichtlich und baugeschichtlich von Bedeutung | 09297955 |
|                                         | Mietshaus in geschlossener Bebauung | Michael-Kazmierczak-Straße 17 (Karte) | um 1900 (Mietshaus) | späthistoristische Klinkerfassade mit Kunststein- und Klinkergliederungen, gestalterisch sehr ähnlich zu Nachbarhaus Nummer 19, ortsentwicklungsgeschichtlich und baugeschichtlich von Bedeutung | 09297956 |
|                                         | Mietshaus in ehemals geschlossener Bebauung | Michael-Kazmierczak-Straße 18 (Karte) | um 1895 (Mietshaus) | späthistoristische Putzfassade mit Putz- und Kunststeingliederungen, Tordurchfahrt und Laden, ortsentwicklungsgeschichtlich und baugeschichtlich von Bedeutung | 09297960 |
|                                         | Mietshaus in geschlossener Bebauung | Michael-Kazmierczak-Straße 19 (Karte) | um 1900 (Mietshaus) | späthistoristische Klinkerfassade mit Kunststein- und Klinkergliederungen, gestalterisch sehr ähnlich zu Nachbarhaus Nummer 17, ortsentwicklungsgeschichtlich und baugeschichtlich von Bedeutung | 09297957 |
|                                         | Mietshaus in geschlossener Bebauung | Michael-Kazmierczak-Straße 21 (Karte) | um 1900 (Mietshaus) | späthistoristische Klinkerfassade mit Kunststeingliederungen, gestalterisch weitgehend mit Nachbarhaus Nummer 23 übereinstimmend, ortsentwicklungsgeschichtlich und baugeschichtlich von Bedeutung | 09297958 |
|                                         | Mietshaus in geschlossener Bebauung | Michael-Kazmierczak-Straße 23 (Karte) | um 1900 (Mietshaus) | späthistoristische Klinkerfassade mit Kunststeingliederungen, gestalterisch weitgehend mit Nachbarhaus Nummer 21 übereinstimmend, Hausdurchgang und Laden, ortsentwicklungsgeschichtlich und baugeschichtlich von Bedeutung | 09297959 |
|                                         | Mietshaus in ehemals geschlossener Bebauung in Ecklage | Michael-Kazmierczak-Straße 26 (Karte) | um 1895 (Mietshaus) | späthistoristische Putzfassade mit Putz- und Kunststeingliederungen, risalitartige Eckbetonung mit Eckladen im Souterrain, ortsentwicklungsgeschichtlich und baugeschichtlich von Bedeutung | 09297374 |
|                                         | Mietshaus in geschlossener Bebauung | Michael-Kazmierczak-Straße 27 (Karte) | um 1900 (Mietshaus) | späthistoristische Klinkerfassade mit Kunststeingliederungen, Tordurchfahrt, baugeschichtlich und ortsentwicklungsgeschichtlich von Bedeutung | 09297934 |
|                                         | Mietshaus in geschlossener Bebauung | Michael-Kazmierczak-Straße 37 (Karte) | um 1905 (Mietshaus) | Putzfassade in jugendstiligen Formen, Putz- und Kunststeingliederungen, ortsentwicklungsgeschichtlich und baugeschichtlich von Bedeutung | 09297935 |
|                                         | Mietshaus in geschlossener Bebauung | Michael-Kazmierczak-Straße 40 (Karte) | um 1900 (Mietshaus) | späthistoristische Klinkerfassade mit Jugendstilanklängen im Dekor, Kunststein- und Klinkergliederungen, Hausdurchgang und ehemals Laden, ortsentwicklungsgeschichtlich und baugeschichtlich von Bedeutung | 09297936 |
|                                         | Mietshaus in ehemals geschlossener Bebauung | Michael-Kazmierczak-Straße 42 (Karte) | um 1900 (Mietshaus) | etwas reduzierte, späthistoristische Klinkerfassade mit Kunststein-, Putz- und Klinkergliederungen, späterer seitlicher Dachaufbau, ortsentwicklungsgeschichtlich von Bedeutung | 09297334 |
|                                         | Mietshaus in geschlossener Bebauung in Ecklage | Michael-Kazmierczak-Straße 43 (Karte) | um 1900 (Mietshaus) | späthistoristische Putzfassade mit Putz- und Kunststeingliederungen, straßenbildprägende Lage, ortsentwicklungsgeschichtlich von Bedeutung | 09297897 |
| Direkt Bild zu diesem Denkmal hochladen | Einzeldenkmale der Sachgesamtheit Artillerie-Kaserne: Stabsgebäude (Fleißnerstraße 17), zwei Familien-Wohngebäude (Fleißnerstraße 26 und 28), zwei Mannschaftsgebäude (Fleißnerstraße 4/6/8 und Fleißnerstraße 20/22/24), ein Wirtschaftsgebäude (Fleißnerstraße 10, 12, 14, 16 und 18), sieben Remisengebäude (Fleißnerstraße 3, 3a, 3b, 3c, 3d und 3e, Fleißnerstraße 5, 5a, 5b, 5c, 5d mit Martin-Drucker-Straße 4, 4a, 4b, 4c, 4d, Fleißnerstraße 7, 7a, 7b, 7c, 7d mit Martin-Drucker-Straße 6, 6a, 6b, 6c, 6d, Fleißnerstraße 9, 9a, 9b, 9c, 9d mit Martin-Drucker-Straße 8, 8a, 8b, 8c, 8d, Fleißnerstraße 11 mit Martin-Drucker-Straße 10, Fleißnerstraße 13, 13a, 13b, 13c, 13d mit Martin-Drucker-Straße 14, 14a, 14b, 14c, 14d, Fleißnerstraße 15, 15a, 15b, 15c, 15d mit Martin-Drucker-Straße 16, 16a, 16b, 16c, 16d), Offizierskasino (Olbrichtstraße 2a, 2b und 2c), Wach- und Depotgebäude des Artilleriedepots (Olbrichtstraße 2 mit Viertelsweg 69), zwei Remisengebäude des Artilleriedepots (Reinmuthweg 2–30 und Martin-Drucker-Straße 19, 19a, 21, 23, 25, 27, 29 und 31), Stallgebäude (Martin-Drucker-Straße 3, 3a, 3b, 3c, 3d, 3e und 3f), Nebengebäude an der Tresckowstraße (Martin-Drucker-Straße 2/2a), Nebengebäude an der Tresckowstraße (Tresckowstraße 6), weiterhin mit der Einfriedung an der Hans-Oster-Straße, Olbrichtstraße, Tresckowstraße und Viertelsweg sowie dem Haupttor am Viertelsweg zur Fleißnerstraße und dem Tor an der Olbrichtstraße neben dem Kasino (siehe auch Sachgesamtheitsdokument – Obj. 09306489) | Olbrichtstraße 2; 2a; 2b; 2c | 1901–1902, bezeichnet 1901 (Kaserne) | Kasernenanlage zwischen Viertelsweg und Tresckowstraße, Hans-Oster-Straße und Olbrichtstraße, erbaut als Kaserne des 7. Artillerie-Regiments Nummer 77, gelbe Klinkerbauten, militärhistorisch, baugeschichtlich und ortsgeschichtlich von Bedeutung | 09300281 |
| Weitere Bilder                          | Sachgesamtheit Wohnanlage Otto-Adam-Straße der Gemeinnützigen Beamten-Baugenossenschaft, mit folgenden Einzeldenkmalen: Fünf Mehrfamilienhäuser (Otto-Adam-Straße 1, 3, 5, 7, 9 – Obj. 09297311), zwei Mehrfamilienhäuser (Otto-Adam-Straße 4, 6 – Obj. 09296817), sechs Mehrfamilienhäuser (Rudi-Opitz-Straße 2, 4, 6, 8, 10, 12 – Obj. 09297304), fünf Mehrfamilienhäuser (Virchowstraße 33, 35, 37, 39 mit Gottschallstraße 1a – Obj. 09296816), vier Mehrfamilienhäuser (Virchowstraße 45, 47, 49, 51 – Obj. 09296819), ein Mehrfamilienhaus (Wilhelm-Plesse-Straße 32 – Obj. 09297985), acht Mehrfamilienhäuser (Wilhelm-Plesse-Straße 34, 36, 38, 40, 42, 44, 46 mit Otto-Adam-Straße 12 – Obj. 09299330) sowie die Sachgesamtheitsteile Otto-Adam-Straße 8, 10, 11, 13 sowie zwei begrünte Wohninnenhöfe | Otto-Adam-Straße 1; 3; 4; 5; 6; 7; 9; 12 (Karte) | um 1930 (Wohnanlage), 1932 (Mehrfamilienwohnhaus) | straßenbildprägend, ortsentwicklungsgeschichtlich, baugeschichtlich und sozialgeschichtlich von Bedeutung | 09305628 |
| Direkt Bild zu diesem Denkmal hochladen | Einzeldenkmal o. g. Sachgesamtheit: Fünf Mehrfamilienhäuser einer Wohnanlage (siehe auch Sachgesamtheitsdokument – Obj. 09305628, gleiche Anschrift) | Otto-Adam-Straße 1; 3; 5; 7; 9 (Karte) | 1932, Fertigstellung (Mehrfamilienwohnhaus) | Putzbauten im Blockrandbebauung, Putz-, Kunststein- und Klinkergliederungen, Eckbau mit attikaartigem Dachausbau, Einflüsse des Neuen Bauens, baueinheitlich mit Virchowstraße 33–39 (siehe auch Otto-Adam-Straße 4/6, Rudi-Opitz-Straße 2–12, Virchowstraße 45–51 und Wilhelm-Plesse-Str. 32–46), Zeugnis des sozialen Wohnungsbaus um 1930, Architekt Fritz Riemann, straßenbildprägend, ortsentwicklungsgeschichtlich, baugeschichtlich und sozialgeschichtlich von Bedeutung | 09297311 |
| Direkt Bild zu diesem Denkmal hochladen | Einzeldenkmal o. g. Sachgesamtheit: Zwei Mehrfamilienhäuser einer Wohnanlage (siehe auch Sachgesamtheitsdokument – Obj. 09305628, Otto-Adam-Straße 1, 3, 5, 7, 9) | Otto-Adam-Straße 4; 6 (Karte) | um 1930 (Mehrfamilienwohnhaus) | Putzfassaden mit Putz-, Kunststein- und Klinkergliederungen, über den Hauseingängen angedeutete Erker und kastenförmige Dachausbauten, zurückhaltende Einflüsse des Neuen Bauens (siehe auch Otto-Adam-Straße 1–9, Rudi-Opitz-Straße 2–12, Virchowstraße 33–51 und Wilhelm-Plesse-Str. 32–46), Zeugnis des sozialen Wohnungsbaus um 1930, Architekt Fritz Riemann, ortsentwicklungsgeschichtlich, baugeschichtlich und sozialgeschichtlich von Bedeutung | 09296817 |
|                                         | Einzeldenkmal o. g. Sachgesamtheit: acht Mehrfamilienhäuser (Wilhelm-Plesse-Straße 34–46 mit Otto-Adam-Straße 12) einer Wohnanlage (siehe auch Sachgesamtheitsdokument – Obj. 09305628, Otto-Adam-Straße 1, 3, 5, 7, 9) | Otto-Adam-Straße 12 (Karte) | 1930 (Mehrfamilienwohnhaus) | Putzbauten in Blockrandbebauung, Putz-, Kunststein- und Klinkergliederungen, zurückhaltende Einflüsse von Art déco und Neuem Bauen, Tordurchfahrt zwischen Wilhelm-Plesse-Straße 38 und 40, siehe auch Otto-Adam-Straße 1–9, Rudi-Opitz-Straße 2–12, Virchowstraße 33–51 und Wilhelm-Plesse-Straße 32, Zeugnis des sozialen Wohnungsbaus um 1930, Architekt: Fritz Riemann, ortsentwicklungsgeschichtlich, baugeschichtlich und sozialgeschichtlich von Bedeutung | 09299330 |
|                                         | Mietshaus in geschlossener Bebauung in Ecklage | Otto-Adam-Straße 14 (Karte) | um 1905 (Mietshaus) | Putzfassade im Sinne der versachlichten Architektur nach 1900, Jugendstileinflüsse, Putzgliederungen, abgeschrägte Ecke mit Balkonen und Türmchenaufsatz, ortsentwicklungsgeschichtlich von Bedeutung | 09296821 |
|                                         | Mietshaus in geschlossener Bebauung | Otto-Adam-Straße 16 (Karte) | um 1905 (Mietshaus) | Klinker-Putz-Fassade im Sinne der versachlichten Architektur nach 1900, Jugendstileinflüsse, Kunststeingliederungen, ortsentwicklungsgeschichtlich von Bedeutung | 09296820 |
|                                         | Mietshaus in geschlossener Bebauung | Otto-Adam-Straße 17 (Karte) | 1904 (Mietshaus) | Putzfassade im Sinne der versachlichten Architektur nach 1900, Jugendstileinflüsse, Putzgliederungen, ortsentwicklungsgeschichtlich von Bedeutung | 09299304 |
|                                         | Mietshaus in halboffener Bebauung | Otto-Adam-Straße 19 (Karte) | um 1905 (Mietshaus) | Putzfassade im Sinne der versachlichten Architektur nach 1900, Jugendstileinflüsse, Putzgliederungen, ortsentwicklungsgeschichtlich von Bedeutung | 09299305 |
|                                         | Mietshaus in halboffener Bebauung | Otto-Adam-Straße 20 (Karte) | 1910–1911 (Mietshaus) | geglättete Putzfassade mit Putzgliederungen, im Innern Ausstattungsdetails im Reformstil um 1910, ortsentwicklungsgeschichtlich von Bedeutung Die Herren Albin Curt Gerhardt und der zudem für Bauleitung sowie Ausführung genannte Ernst Bruno Max Emil Müglitz stehen für den Bau eines zweigespännigen Mietshauses in der damaligen Roonstraße 36. Jedoch stockte das im Herbst 1910 begonnene Unterfangen nach Erstellung des Rohbaus. Ab August 1911 forcierte der Grundstücksnachbar und neue Besitzer Fritz Sturtevant, Inhaber eines Holzhandels, die Fertigstellung bis Mitte Oktober. Paul Germanus übernahm die Bausache mit etwas geändertem Fassadenbild. Das komplett verputzte Wohngebäude mit axialsymmetrischem Fassadenaufbau über alle vier Wohnetagen wirkt vor allem durch die enge Reihung der hochrechteckigen Fenster, ein Fensterbankgesims im ersten Obergeschoss setzt einen starken horizontalen Akzent. Ein über vier Fenster verfügendes Zwerchhaus mit Rundbogengiebel führt auf der linken Seite die Fassade über die Traufzone. Störend das im Rahmen der Sanierung neu aufgesetzte Dachhaus rechts und die Fenster aus Kunststoff. Reicher als das äußere Erscheinungsbild ist der Innenraum, worauf bereits die elegante Hauseingangstür mit dem kleeblattförmigen bleiverglasten Oberlicht hinweist. LfD/2017, 2018 | 09297332 |
|                                         | Mietshaus in geschlossener Bebauung | Otto-Adam-Straße 22 (Karte) | 1911–1912 (Mietshaus) | Putzfassade im Reformstil um 1910, Putz- und Kunststeingliederungen sowie akzentuierender Putzdekor, seitliches Zwerchhaus, ortsentwicklungsgeschichtlich und baugeschichtlich von Bedeutung Paul Germanus stand als entwerfender Architekt und Ausführender unter Vertrag für die Errichtung eines Mietshauses in der damaligen Roonstraße: für die Bauherrenseite ist der Holzhändler Georg Fritz Sturtevant genannt. Zum 29. Juni 1911 wurde Antrag auf Baubeginn gestellt und am 18. Januar 1912 die Schlussrevision angemeldet. Hinter der soliden, in den Wohngeschossen axialsymmetrisch konzipierten Putzfassade lagen in jeder Etage zwei Wohnungen mit vier Räumen, Korridor, Küche mit Speisekammer, es gehörten dazu ein hofseitiger Balkon und Podesttoiletten. Das Dach wird rechterhand durch ein aufgesetztes vierachsiges Dachhaus geprägt. Erst im Oktober wurden Pläne des verändert ausgeführten Fassadenaufbaus bei der Bauaufsicht nachgereicht. Putzausbesserungen und partieller Neuverputz übernahm 1937 das Baugeschäft von Otto Enke. Im Juni 1998 erging die denkmalschutzrechtliche Genehmigung für Sanierung, Dachgeschossaus- und Aufzugseinbau. Die Fassaden-Reliefs zeigen als Dekorelemente Früchte, Pflanzen, Masken sowie Putti mit Palmzweigen. Das Haus hat eine noble Haustürrahmung aus Kunststeinelementen, stellvertretend für erhaltene Originalteile der Ausstattung sollen Dekorwandfliesen im Eingangsbereich, die Hauseingangstür und das Treppenhaus genannt sein. Ein baugeschichtlicher und ortsteilentwicklungsgeschichtlicher Wert ist dem elegant wirkenden Reformstilbau beizumessen. LfD/2014 | 09302873 |
|                                         | Mietshaus in halboffener Bebauung in Ecklage (bauliche Einheit mit Stauffenbergstraße 11), mit Vorgarten und Einfriedung | Platz des 20. Juli 1944 1 (Karte) | um 1905 (Mietshaus) | wohl etwas geglättete Putzfassade mit Jugendstileinflüssen, Steingliederungen, roter Klinkersockel, Standerker an der Ecke, Seitenrisalit mit geschwungenem Giebel, ortsentwicklungsgeschichtlich von Bedeutung | 09263960 |
| Weitere Bilder                          | Kath. Pfarrkirche (mit Ausstattung), gärtnerisch gestaltetem Kirchengelände, Einfriedung und zwei Gartenpavillons | Platz des 20. Juli 1944 2 (Karte) | 1922–1923 (Kath. Kirche), 1914 (Weihnachtskrippe mit 11 Figuren), nach 1926 (Kreuzweg und Gedächtnismal), 1922–1923 (Kirchenfenster), 1955/1956 (8 Fenster nach Zerstörung im 2. WK. rek.)                                                                 | basilikaler Putzbau in traditionellen Formen, Platzfront mit Risalit, darüber Dachreiter, Architekt Clemens Lohmer, einst bemerkenswerte Innenausstattung durch Künstler der Düsseldorfer Kunstakademie, nur in Teilen erhalten, Einfriedung in Formen des Art déco, Pfeiler und Sockel in Mauerwerk, schmiedeeiserne Gitter, Pavillons Rundbauten mit Kegeldächern, baugeschichtlich, künstlerisch, ortsgeschichtlich, kirchengeschichtlich und platzbildprägend von Bedeutung | 09263955 |
| Direkt Bild zu diesem Denkmal hochladen | Einzeldenkmale der Sachgesamtheit Artillerie-Kaserne: Stabsgebäude (Fleißnerstraße 17), zwei Familien-Wohngebäude (Fleißnerstraße 26 und 28), zwei Mannschaftsgebäude (Fleißnerstraße 4/6/8 und Fleißnerstraße 20/22/24), ein Wirtschaftsgebäude (Fleißnerstraße 10, 12, 14, 16 und 18), sieben Remisengebäude (Fleißnerstraße 3, 3a, 3b, 3c, 3d und 3e, Fleißnerstraße 5, 5a, 5b, 5c, 5d mit Martin-Drucker-Straße 4, 4a, 4b, 4c, 4d, Fleißnerstraße 7, 7a, 7b, 7c, 7d mit Martin-Drucker-Straße 6, 6a, 6b, 6c, 6d, Fleißnerstraße 9, 9a, 9b, 9c, 9d mit Martin-Drucker-Straße 8, 8a, 8b, 8c, 8d, Fleißnerstraße 11 mit Martin-Drucker-Straße 10, Fleißnerstraße 13, 13a, 13b, 13c, 13d mit Martin-Drucker-Straße 14, 14a, 14b, 14c, 14d, Fleißnerstraße 15, 15a, 15b, 15c, 15d mit Martin-Drucker-Straße 16, 16a, 16b, 16c, 16d), Offizierskasino (Olbrichtstraße 2a, 2b und 2c), Wach- und Depotgebäude des Artilleriedepots (Olbrichtstraße 2 mit Viertelsweg 69), zwei Remisengebäude des Artilleriedepots (Reinmuthweg 2–30 und Martin-Drucker-Straße 19, 19a, 21, 23, 25, 27, 29 und 31), Stallgebäude (Martin-Drucker-Straße 3, 3a, 3b, 3c, 3d, 3e und 3f), Nebengebäude an der Tresckowstraße (Martin-Drucker-Straße 2/2a), Nebengebäude an der Tresckowstraße (Tresckowstraße 6), weiterhin mit der Einfriedung an der Hans-Oster-Straße, Olbrichtstraße, Tresckowstraße und Viertelsweg sowie dem Haupttor am Viertelsweg zur Fleißnerstraße und dem Tor an der Olbrichtstraße neben dem Kasino (siehe auch Sachgesamtheitsdokument – Obj. 09306489) | Reinmuthweg 2; 4; 6; 8; 10; 12; 14; 16; 18; 20; 22; 24; 26; 28; 30 | 1901–1902, bezeichnet 1901 (Kaserne) | Kasernenanlage zwischen Viertelsweg und Tresckowstraße, Hans-Oster-Straße und Olbrichtstraße, erbaut als Kaserne des 7. Artillerie-Regiments Nummer 77, gelbe Klinkerbauten, militärhistorisch, baugeschichtlich und ortsgeschichtlich von Bedeutung | 09300281 |
| Weitere Bilder                          | Sieben Mehrfamilienhäuser einer Wohnanlage, mit Vorgärten und Hofgrün | Renkwitzstraße 1; 3; 5; 7; 9; 11; 13 (Karte) | um 1925 (Mehrfamilienwohnhaus) | Putzfassaden in traditionellen Formen der 1920er Jahre, Putzgliederungen, als Ergänzungsbauten in das bestehende Straßengefüge mit Blockbebauung eingeordnet (siehe auch Coppistraße 30, Krokerstraße 11–15 und Renkwitzstraße 2–12), Zeugnis des gemeinnützigen Wohnungsbaus in der Weimarer Republik, ortsentwicklungsgeschichtlich, sozialgeschichtlich und baugeschichtlich von Bedeutung | 09297299 |
|                                         | Mehrfamilienhaus einer Wohnanlage, ehemals auch Verwaltung der Baugenossenschaft | Renkwitzstraße 2 (Karte) | bezeichnet 1926 (Mehrfamilienwohnhaus) | Putzfassade in den traditionellen Formen der 1920er Jahre, Putz- und Kunststeingliederungen, Mittenbetonung konvex vortretende Treppenhausachse, gerundete Ecken, akzentuierender Art-déco-Schmuck, bauliche Einheit mit Coppistraße 30, verbunden durch Verandenanbau, Teil einer als Ergänzung in das bestehende Straßengefüge mit Blockbebauung eingeordneten Wohnanlage (siehe auch Krokerstraße 11–15, Renkwitzstraße 1–13 und 4–12), ortsentwicklungsgeschichtlich, sozialgeschichtlich und baugeschichtlich von Bedeutung | 09297288 |
| Weitere Bilder                          | Drei Mehrfamilienhäuser einer Wohnanlage, mit Vorgärten | Renkwitzstraße 4; 6; 8 (Karte) | um 1925 (Mehrfamilienwohnhaus) | schlichte Putzfassade in traditionellen Formen der 1920er Jahre, Putzgliederungen, Mittenbetonung durch Vorlage, erkerartige Eckgestaltung, als Ergänzungsbauten in das bestehende Straßengefüge mit Blockbebauung eingeordnet (siehe auch Coppistraße 30, Krokerstraße 11–15 und Renkwitzstraße 2, 10/12), Zeugnis des gemeinnützigen Wohnungsbaus in der Weimarer Republik, ortsentwicklungsgeschichtlich, sozialgeschichtlich und baugeschichtlich von Bedeutung | 09305636 |
|                                         | Fünf Mehrfamilienhäuser einer Wohnanlage (Krokerstraße 11–15 und Renkwitzstraße 10/12), mit kleiner Grünfläche und Pflasterung des Zugangs vor dem Eckgebäude (Renkwitzstraße 12) | Renkwitzstraße 10; 12 (Karte) | 1925–1927 (Mehrfamilienwohnhaus) | Putzfassaden in traditionellen Formen der 1920er Jahre, Putzgliederungen, akzentuierender Art-déco-Schmuck, repräsentative Eckgestaltung mit Rundrisalit, hier Säulenportikus zur Eingangsbetonung, Renkwitzstraße 10 mit hohem Giebel, gerundeten Ecken sowie vorspringender Treppenhausachse, Gebäude in der Krokerstraße ebenfalls mit gliedernden Treppenhausvorlagen, als Ergänzungsbauten in das bestehende Straßengefüge mit Blockbebauung eingeordnet (siehe auch Coppistraße 30, Krokerstraße 1–13 und Renkwitzstraße 2–8), Zeugnis des gemeinnützigen Wohnungsbaus in der Weimarer Republik, Architekt: Fritz Riemann, straßenbildprägende Lage, ortsentwicklungsgeschichtlich, sozialgeschichtlich und baugeschichtlich von Bedeutung | 09297297 |
|                                         | Mietshaus in offener Bebauung, mit Vorgarten | Roßlauer Straße 2 (Karte) | um 1905 (Mietshaus) | symmetrische Putzfassade mit Kunststeingliederungen in Jugendstilformen, seitlich erkerartige Vorlagen, ortsentwicklungsgeschichtlich von Bedeutung | 09297355 |
|                                         | Mietshaus in offener Bebauung, mit Vorgarten | Roßlauer Straße 3 (Karte) | 1902 (Mietshaus) | Klinkerfassade zwischen ausgehendem Historismus und Jugendstil, Putz- und Kunststeingliederungen, zwei Dreieckserker mit Zwiebeltürmchenaufsatz, ortsentwicklungsgeschichtlich und baugeschichtlich von Bedeutung | 09297357 |
|                                         | Mietshaus in offener Bebauung mit Vorgarten und Einfriedung sowie mit Rosenlaubengitter über dem Zugang | Roßlauer Straße 4 (Karte) | um 1900 (Mietshaus) | späthistoristische Klinkerfassade mit Kunststeingliederungen, seitlich verputzte Erker durch alle drei Geschosse, schmiedeeiserne Einfriedung in Jugendstilformen, ortsentwicklungsgeschichtlich und baugeschichtlich von Bedeutung | 09297356 |
|                                         | Doppelwohnhaus (Nr. 5/7) in offener Bebauung und rückwärtig gelegenes Wohnhaus (Nr. 7a) | Roßlauer Straße 5; 7; 7a (Karte) | bezeichnet 1936 (Nummer 7a), bezeichnet 1936 (Nummer 5/7) | Putzbauten in typischen Formen der 1930er Jahre, zurückgesetzte Treppenhausachsen mit Sgraffito-Gestaltung, Klinkersockel, ortsentwicklungsgeschichtlich und baugeschichtlich von Bedeutung | 09297358 |
|                                         | Wohnhaus in offener Bebauung, mit Einfriedung und Vorgarten | Roßlauer Straße 9 (Karte) | bezeichnet 1908 (Wohnhaus) | wohl etwas geglättete Putzfassade mit Neurenaissancemotiven, Risalite mit Dreiecksgiebeln, Venezianische Fenster, repräsentatives Vestibül, ortsentwicklungsgeschichtlich und baugeschichtlich von Bedeutung | 09297359 |
|                                         | Mietshaus in offener Bebauung, mit Vorgarten und Einfriedung sowie Pflasterung des Zugangsweges | Roßlauer Straße 10 (Karte) | 1902–1903 (Mietshaus) | Putzfassade in originellen Jugendstilformen, Hauptfront mit seitlichen Runderkern und geschwungenem Giebel, an den Seitenfronten Vorlagen, Architekt: Paul Möbius, ortsentwicklungsgeschichtlich, baukünstlerisch und baugeschichtlich von Bedeutung Für den Bauunternehmer Oskar Mette, der vor dem Ersten Weltkrieg die bauliche Entwicklung in Gohlis-Mitte maßgeblich bestimmte, plante der Architekt Paul Möbius ein repräsentatives Mietshaus. Der Bauantrag wurde im Dezember 1902 eingereicht und ein knappes Jahr später konnte der Bau abgeschlossen werden. 1918 ging das Haus in den Besitz von Hermann Oskar Barth aus Jena über, auf einer Zwangsversteigerung kaufte schließlich Frau Ida Schubert, geb. Seiferth, 1937 das Grundstück. 1994/1995 kam es zu einer wenig sensiblen Sanierung des Hauses mit dem Ausbau des Dachgeschosses. Den Bau prägen an der Eingangsfront zwei seitliche Runderker sowie ein Segmentgiebel, der den Fassadenmittelbereich in das Dachgeschoss ausdehnt. Als innovative Formlösung von Möbius ist das große Mittelfenster in der Mansarde anzusprechen. Die Natursteinverkleidung der Sockelzone, die zusätzlich die Hauseingangstür einschließt, horizontale Profilierungen der Fensterbrüstungen, Lisenen und eine breite Kehle an der Traufe geben dem Gebäude weitere Akzente. An den anderen Fassaden ist das Formvokabular in reduzierter Form ebenfalls zur Anwendung gekommen. Die Wohnungen entsprachen einem gehobenen Wohnstandard: um einen „Vorsaal“ waren nicht nur mehrere Zimmer, die ebenfalls untereinander verbunden waren, und eine Kammer, sondern auch ein Badezimmer und eine Toilette gruppiert. Der besondere künstlerische Wert resultiert aus der Entwurfsleistung des Leipziger Architekten Paul Möbius. Fassadengestaltung und Innenraumdisposition geben dem Haus eine besondere baukünstlerische, der Entstehungskontext eine ortsentwicklungsgeschichtliche Bedeutung. LfD/2011 | 09297360 |
|                                         | Mietshaus in offener Bebauung, mit Einfriedung und Vorgarten | Roßlauer Straße 11 (Karte) | um 1905 (Mietshaus) | Putzfassade im Landhausstil um 1900 mit Jugendstildekoration, Putz- und Kunststeingliederungen, Eingangsachse von Vorlagen flankiert, darüber Zwerchgiebel, an den Seitenfronten Risalite mit Zierfachwerk im oberen Bereich, ortsentwicklungsgeschichtlich und baugeschichtlich von Bedeutung | 09297362 |
|                                         | Mietshaus in offener Bebauung, mit Einfriedung und Vorgarten | Rückertstraße 5 (Karte) | um 1910 (Mietshaus) | Putzfassade im Reformstil um 1910, Putz-, Kunststein- und Natursteingliederungen, zwei Standerker, verbunden mit Dachausbauten, erkerartige vorgewölbte Treppenhausachse, teils figürlicher Putzdekor, Architekt: Richard Welz, ortsentwicklungsgeschichtlich und baugeschichtlich von Bedeutung | 09297922 |
|                                         | Villa, mit Vorgarten | Rückertstraße 6 (Karte) | 1912 (Villa) | ansprechender Putzbau im Reformstil um 1910, Putzgliederungen, halbrunder Standerker, gartenseitig offener Vorbau mit Rundstützen und Balkon, weit überstehendes Walmdach, Architekt: Richard Welz, erbaut für den Kaufmann Karl Lotz (Mitinhaber der Rauchwarenhandlung Eysoldt & Co.), ortsentwicklungsgeschichtlich und baugeschichtlich von Bedeutung | 09297921 |
|                                         | Doppelwohnhaus in offener Bebauung in Ecklage, mit Einfriedung und Vorgarten | Rückertstraße 8; 10 (Karte) | 1912 (Doppelwohnhaus) | markanter Putzbau im Reformstil um 1915, Putz- und Kunststeingliederungen, runde Eckerker sowie zur Rückertstraße breiter Standerker in Zierfachwerk, hohes Walmdach mit Dachhaus, Architekt: Richard Welz, erbaut für den Fabrikanten Otto Rösler und den Fabrikdirektor Dr. phil. Fritz Rothe, ortsentwicklungsgeschichtlich und baugeschichtlich von Bedeutung | 09297923 |
| Weitere Bilder                          | Acht Mehrfamilienhäuser einer Wohnanlage und Einfriedung | Rückertstraße 9a; 9b; 11a; 11b; 13; 15; 17; 19 (Karte) | um 1935 (Mehrfamilienwohnhaus) | Putzbauten in nachklingenden, gemäßigt modernen Formen um 1930, Putz- und Klinkergliederungen, Zeugnisse des sozialen Wohnungsbaus der frühen NS-Zeit, Einfriedung zwischen den Nummern 11a und 13, siehe auch Kleiststraße 1–5b und Wilhelm-Sammet-Straße 20a–26c, ortsentwicklungsgeschichtlich, sozialgeschichtlich und baugeschichtlich von Bedeutung | 09298460 |
|                                         | Mietshaus in offener Bebauung mit Vorgarten | Rückertstraße 14 (Karte) | um 1915 (Mietshaus) | zeittypische Putzfassade, mit Putz- und Kunststeingliederung, Sandsteingesims, Seitenrisalite, ortsentwicklungsgeschichtlich und baugeschichtlich von Bedeutung | 09291013 |
|                                         | Mietshaus in offener Bebauung, mit Vorgarten | Rückertstraße 16 (Karte) | um 1910 (Mietshaus) | repräsentative Putzfassade im Reformstil um 1910, Putz- und Kunststeingliederungen, Doppelerker, darüber großer spitzbogiger Zwerchgiebel, ortsentwicklungsgeschichtlich und baugeschichtlich von Bedeutung | 09298462 |
|                                         | Mietshaus in offener Bebauung, mit Vorgarten | Rückertstraße 20 (Karte) | um 1905 (Mietshaus) | reiche Putzfassade zwischen ausgehendem Historismus und Jugendstil, Kunststein- und Putzgliederung, interessante Oberflächengestaltung durch verschiedene Quaderung, polygonale Eckerker, ortsentwicklungsgeschichtlich und baugeschichtlich von Bedeutung | 09298461 |
|                                         | Mietshaus in halboffener Bebauung in Ecklage, mit Vorgarten in der Rückertstraße | Rückertstraße 21 (Karte) | um 1905 (Mietshaus) | etwas geglättete Putzfassade mit Jugendstildekor und Historismusnachklängen, Putz- und Kunststeingliederungen, abgeschrägte Ecke mit Balkonen, ehemals Eckladen, ortsentwicklungsgeschichtlich und baugeschichtlich von Bedeutung | 09297904 |
|                                         | Mietshaus in geschlossener Bebauung | Rudi-Opitz-Straße 1 (Karte) | um 1900 (Mietshaus) | späthistoristische Putzfassade mit Putz- und Kunststeingliederungen, Tordurchfahrt, ortsentwicklungsgeschichtlich von Bedeutung | 09297937 |
|                                         | Einzeldenkmale o. g. Sachgesamtheit: sechs Mehrfamilienhäuser einer Wohnanlage (siehe auch Sachgesamtheitsdokument – Obj. 09305628, Otto-Adam-Straße 1, 3, 5, 7, 9) | Rudi-Opitz-Straße 2; 4; 6; 8; 10; 12 (Karte) | um 1930 (Mehrfamilienwohnhaus) | Putzfassade, Haustüren mit geschliffenen Scheiben, siehe auch Wilhelm-Plesse-Straße 32–46, Otto-Adam-Straße 1–9, 4/6, 12, Virchowstraße 33–39 und 45–51, baugeschichtlich von Bedeutung | 09297304 |
|                                         | Mietshaus in geschlossener Bebauung | Rudi-Opitz-Straße 3 (Karte) | um 1900 (Mietshaus) | Putzfassade zwischen ausgehendem Historismus und Jugendstil, Putz- und Kunststeingliederungen, Tordurchfahrt, ortsentwicklungsgeschichtlich von Bedeutung | 09297938 |
|                                         | Mietshaus in geschlossener Bebauung | Rudi-Opitz-Straße 5 (Karte) | um 1895 (Mietshaus) | späthistoristische Putzfassade mit Kunststeingliederungen, ortsentwicklungsgeschichtlich von Bedeutung | 09297939 |
|                                         | Doppelmietshaus (Wilhelm-Plesse-Straße 22 und Rudi-Opitz-Straße 7) in geschlossener Bebauung in Ecklage | Rudi-Opitz-Straße 7 (Karte) | um 1930 (Doppelmietshaus) | Putzfassade mit Putz- und Klinkergliederungen, Lückenschließung der Zeit um 1930, ortsentwicklungsgeschichtlich und baugeschichtlich von Bedeutung | 09297894 |
|                                         | Mietshaus in geschlossener Bebauung | Rudi-Opitz-Straße 11 (Karte) | um 1910 (Mietshaus) | Putzfassade im Reformstil um 1910, Putzgliederungen und Putzdekor, im Fassadenmittelteil Obergeschosse durch Lisenen zusammengefasst, ortsentwicklungsgeschichtlich und baugeschichtlich von Bedeutung | 09297976 |
|                                         | Mietshaus in geschlossener Bebauung | Rudi-Opitz-Straße 13 (Karte) | um 1930 (Mietshaus) | Putz-Klinker-Fassade unter moderatem Einfluss der Moderne der 1920er Jahre, ortsentwicklungsgeschichtlich und baugeschichtlich von Bedeutung | 09297333 |
|                                         | Mietshaus in ehemals halboffener Bebauung | Rudi-Opitz-Straße 16 (Karte) | um 1900 (Mietshaus) | Putzfassade in Formen des ausgehenden Historismus mit Jugendstileinschlag, Putz- und Kunststeingliederungen, ortsentwicklungsgeschichtlich von Bedeutung | 09297707 |
|                                         | Mietshaus in halboffener Bebauung | Rudi-Opitz-Straße 22 (Karte) | um 1905 (Mietshaus) | Putzfassade mit Kunststeinelementen in Jugendstilformen, gleiche Gestaltung wie Rudi-Opitz-Straße 24, ortsentwicklungsgeschichtlich und baugeschichtlich von Bedeutung | 09297895 |
|                                         | Mietshaus in halboffener Bebauung | Rudi-Opitz-Straße 24 (Karte) | um 1905 (Mietshaus) | Putzfassade mit Kunststeinelementen in Jugendstilformen, gleiche Gestaltung wie Rudi-Opitz-Straße 22, ortsentwicklungsgeschichtlich und baugeschichtlich von Bedeutung | 09296895 |
|                                         | Drei Mietshäuser einer Wohnanlage, mit Vorgarten | Rudi-Opitz-Straße 25; 27; 29 (Karte) | um 1938 (Mietshaus) | zeittypische Putzfassade, baugeschichtlich von Bedeutung | 09297259 |
| Weitere Bilder                          | Fünf Mietshäuser einer Wohnanlage, mit Vorgärten | Rudi-Opitz-Straße 28; 30; 32; 34; 36 (Karte) | 1930/1935 (Mehrfamilienwohnhaus) | dazugehörig Mietshaus Heinrich-Budde-Straße 41a, zeittypische Putzfassade, Treppenhausfenster mit Resten farbiger Bleiverglasung, baugeschichtlich von Bedeutung | 09297260 |
|                                         | Mietshaus in geschlossener Bebauung | Sasstraße 25 (Karte) | um 1915 (Mietshaus) | Putzfassade im Reformstil um 1910, Putz- und Kunststeingliederungen, Doppelerker, dazwischen loggienartige Balkone, seitliches Zwerchhaus mit Rundgiebel, ortsentwicklungsgeschichtlich und baugeschichtlich von Bedeutung | 09296719 |
|                                         | Mietshaus in geschlossener Bebauung | Sasstraße 27 (Karte) | um 1910 (Mietshaus) | Putzfassade im Reformstil um 1910, Putzgliederungen, Sockel und Erdgeschoss mit Sandsteinverkleidung, Doppelerker, seitliches Dachhaus mit Spitzgiebel, Tordurchfahrt, ortsentwicklungsgeschichtlich und baugeschichtlich von Bedeutung | 09296888 |
|                                         | Mietshaus in geschlossener Bebauung, mit Werkstattgebäude im Hof | Sasstraße 29 (Karte) | um 1900 (Mietshaus) | späthistoristische Putzfassade, Kunststeingliederungen in gotisierenden und renaissancistischen Formen, kleiner Kastenerker im zweiten Obergeschoss, Tordurchfahrt und Laden, in korrespondierender Gestaltung zu den Nachbarhäusern 31 und 33, Hofgebäude mit Freigespärre, ortsentwicklungsgeschichtlich und baugeschichtlich von Bedeutung | 09296967 |
|                                         | Mietshaus in geschlossener Bebauung | Sasstraße 31 (Karte) | um 1900 (Mietshaus) | späthistoristische Putzfassade, reiche Kunststeingliederungen in gotisierenden und renaissancistischen Formen, kleiner Polygonalerker, seitlich verschobener Zwerchgiebel, in korrespondierender Gestaltung zu den Nachbarhäusern Nummer 29 und 33, Tordurchfahrt und Laden, ortsentwicklungsgeschichtlich und baugeschichtlich von Bedeutung | 09297060 |
| Weitere Bilder                          | Zwei Betriebs-, Verwaltungs- und Wohngebäude sowie Umformerstation eines Elektrizitätswerks, mit Toreinfahrt und Einfriedung | Sasstraße 32 (Karte) | 1907–1910 (Umspannwerk) | unterschiedlich gestaltete Klinkerbauten im Reformstil um 1910, Klinker- und Kunststeingliederungen, Toreinfahrt mit aufwändigen schmiedeeisernen Torflügeln, als ehemalige Versorgungseinrichtung für den elektrischen Straßenbahnbetrieb Zeugnis der Verkehrs- und Technikentwicklung in der Vergangenheit, ortsentwicklungsgeschichtlich und technikgeschichtlich von Bedeutung | 09296689 |
|                                         | Mietshaus in geschlossener Bebauung | Sasstraße 33 (Karte) | um 1900 (Mietshaus) | späthistoristische Putzfassade, reiche Kunststeingliederungen in gotisierenden und renaissancistischen Formen, Mittenbetonung durch Zwerchgiebel, in korrespondierender Gestaltung zu Nachbarhäusern Nummer 29 und 31, ortsentwicklungsgeschichtlich und baugeschichtlich von Bedeutung | 09296968 |
|                                         | Mietshaus in halboffener Bebauung in Ecklage, mit Vorgarten | Sasstraße 34 (Karte) | um 1910 (Mietshaus) | markanter Putzbau in Formen des Jugendstils und der Reformarchitektur um 1910, Putz- und Kunststeingliederungen, verschiedene Erker und malerische Dachlandschaft, ortsentwicklungsgeschichtlich und baugeschichtlich von Bedeutung | 09296223 |
|                                         | Mietshaus in geschlossener Bebauung | Sasstraße 35 (Karte) | um 1900 (Mietshaus) | historistische Putzfassade mit Kunststein-, Putz- und Klinkergliederungen, Hausdurchgang, ortsentwicklungsgeschichtlich und baugeschichtlich von Bedeutung | 09297313 |
|                                         | Mietshaus in geschlossener Bebauung | Sasstraße 36 (Karte) | um 1910 (Mietshaus) | Putzfassade in Formen des Jugendstils und der Reformarchitektur um 1910, Putz- und Kunststeingliederungen, variierend gestalteter Doppelerker, einer durch Giebelabschluss mit Dachausbau verbunden, ortsentwicklungsgeschichtlich und baugeschichtlich von Bedeutung | 09261081 |
|                                         | Mietshaus in geschlossener Bebauung | Sasstraße 38 (Karte) | um 1910 (Mietshaus) | Putzfassade in Formen des Jugendstils und der Reformarchitektur um 1910, Putz- und Kunststeingliederungen, sparsamer Putzdekor, Doppelerker, Hausdurchgang, ortsentwicklungsgeschichtlich und baugeschichtlich von Bedeutung | 09261082 |
|                                         | Mietshaus in halboffener Bebauung | Sasstraße 40 (Karte) | bezeichnet 1909 (Mietshaus) | Putzfassade in Formen des Jugendstils und der Reformarchitektur um 1910, Putzgliederungen und Putzdekor, Sockelverkleidung und Türrahmung in Naturstein, breiter, seitlich verschobener Erker, spitz auslaufende Gebäudeecke, Front zu den Bahngleisen mit Treppenhausvorlage und verglasten Loggien mit Zierfachwerk, ortsentwicklungsgeschichtlich und baugeschichtlich von Bedeutung | 09261083 |
| Weitere Bilder                          | Mietshaus in halboffener Bebauung in Ecklage | Sasstraße 42 (Karte) | um 1900 (Mietshaus) | späthistoristische Putzfassade mit Jugendstilanklängen, Kunststein- und Putzgliederungen in gotisierenden und renaissancistischen Formen, markante Eckbetonung durch Erker, verbunden durch Blendbogen mit Austritten, darüber Polygonalhaube, Giebel mit figürlichem Reliefschmuck, Läden,ortsentwicklungsgeschichtlich und baugeschichtlich von Bedeutung | 09297711 |
|                                         | Mietshaus in halboffener Bebauung | Sasstraße 44 (Karte) | um 1900 (Mietshaus) | späthistoristische Putzfassade, reiche Kunststeingliederungen in gotisierenden und renaissancistische Formen, Mittenbetonung durch Erker, Akzentuierung der freien Ecke durch weiteren kleinen Erker mit Schweifhaube, angebaute Seite mit flacher Vorlage, Laden, korrespondierende Gestaltung mit Nachbarhaus Nummer 46, ortsentwicklungsgeschichtlich und baugeschichtlich von Bedeutung | 09297315 |
|                                         | Mietshaus in geschlossener Bebauung | Sasstraße 46 (Karte) | um 1900 (Mietshaus) | aufwändige späthistoristische Putzfassade mit Kunststeingliederungen in gotisierenden und renaissancistische Formen, in den Obergeschossen seitlich angedeutete Erker, kleiner seitlicher Zwerchgiebel, korrespondierende Gestaltung mit Nachbarhaus Nummer 44, ortsentwicklungsgeschichtlich und baugeschichtlich von Bedeutung | 09297316 |
|                                         | Mietshaus in geschlossener Bebauung | Sasstraße 48 (Karte) | um 1905 (Mietshaus) | Klinkerfassade zwischen ausgehendem Historismus und Jugendstil, Kunststeingliederungen, seitliche Vorlage, ortsentwicklungsgeschichtlich und baugeschichtlich von Bedeutung | 09297062 |
|                                         | Mietshaus in geschlossener Bebauung | Sasstraße 50 (Karte) | um 1905 (Mietshaus) | Putzfassade mit Jugendstildekor, Putz- und Kunststeingliederungen, Obergeschosse durch Pilaster zusammengefasst, seitliche Vorlage, ortsentwicklungsgeschichtlich und baugeschichtlich von Bedeutung | 09296969 |
|                                         | Mietshaus in geschlossener Bebauung | Sasstraße 52 (Karte) | um 1900 (Mietshaus) | Klinkerfassade in Formen des ausgehenden Historismus, Kunststeingliederungen, ortsentwicklungsgeschichtlich von Bedeutung | 09297309 |
|                                         | Mietshaus in halboffener Bebauung in Ecklage | Stauffenbergstraße 1 (Karte) | 1903 (Mietshaus) | Putzfassade in originellen Jugendstilformen, Putzgliederungen, Eckbetonung durch Runderker mit Türmchen, zur Stauffenbergstraße Vorlage mit geschweiftem Giebel, Eckgaststätte, straßenbildprägend, Architekt: Paul Möbius, baugeschichtlich, baukünstlerisch und ortsentwicklungsgeschichtlich von Bedeutung | 09263942 |
|                                         | Doppelmietshaus in offener Bebauung, mit Vorgarten und Einfriedung | Stauffenbergstraße 8; 10 (Karte) | 1929–1930 (Doppelmietshaus) | kubischer, leicht gestaffelter Bau mit Klinkerfassade im Stil der Klassischen Moderne, Klinkergliederungen, verputzte Loggien, ortsentwicklungsgeschichtlich, baugeschichtlich und baukünstlerisch von Bedeutung | 09263952 |
|                                         | Mietshaus in halboffener Bebauung in Ecklage, mit Vorgarten und Einfriedung in der Stauffenbergstraße | Stauffenbergstraße 9 (Karte) | um 1905 (Mietshaus) | markanter Putzbau in Formen des Jugendstils mit historistischen Nachklängen, Eckbetonung durch Erker mit Türmchenaufsatz, zur Stauffenbergstraße Eckrisalit mit spitzem Schweifgiebel, zur Breitenfelder Straße ähnliche Vorlage, ehemals Eckladen, ansprehcnd gestaltete Einfriedung mit Kunststeinposten und Eisengittern, ortsentwicklungsgeschichtlich und baugeschichtlich von Bedeutung | 09297963 |
|                                         | Mietshaus in halboffener Bebauung (bauliche Einheit mit Platz des 20. Juli 1944 Nr. 1), mit Vorgarten und Einfriedung | Stauffenbergstraße 11 (Karte) | um 1905 (Mietshaus) | wohl etwas geglättete Putzfassade mit Jugendstileinflüssen, Steingliederungen, roter Klinkersockel, Seitenrisalit und Vorlage mit geschwungenen Giebeln, ortsentwicklungsgeschichtlich von Bedeutung | 09263961 |
|                                         | Mietshaus in offener Bebauung in Ecklage, mit Vorgarten und Einfriedung | Stauffenbergstraße 16 (Karte) | um 1900 (Mietshaus) | späthistoristische Klinkerfassade mit Kunststeingliederungen, kleine Dreieckserker, risalitartiger Eckgestaltung ehemals mit Laden, ortsentwicklungsgeschichtlich von Bedeutung | 09263953 |
|                                         | Mietshaus in offener Bebauung, mit Einfriedung und Vorgarten | Stauffenbergstraße 18 (Karte) | bezeichnet 1906 (Mietshaus) | Putzfassade in jugendstiligen Formen mit historistischen Nachklängen, Putzgliederungen, Eingangsachse von Vorlagen flankiert, darüber Gaupen, ortsentwicklungsgeschichtlich von Bedeutung | 09263954 |
| Direkt Bild zu diesem Denkmal hochladen | Einzeldenkmale der Sachgesamtheit Artillerie-Kaserne: Stabsgebäude (Fleißnerstraße 17), zwei Familien-Wohngebäude (Fleißnerstraße 26 und 28), zwei Mannschaftsgebäude (Fleißnerstraße 4/6/8 und Fleißnerstraße 20/22/24), ein Wirtschaftsgebäude (Fleißnerstraße 10, 12, 14, 16 und 18), sieben Remisengebäude (Fleißnerstraße 3, 3a, 3b, 3c, 3d und 3e, Fleißnerstraße 5, 5a, 5b, 5c, 5d mit Martin-Drucker-Straße 4, 4a, 4b, 4c, 4d, Fleißnerstraße 7, 7a, 7b, 7c, 7d mit Martin-Drucker-Straße 6, 6a, 6b, 6c, 6d, Fleißnerstraße 9, 9a, 9b, 9c, 9d mit Martin-Drucker-Straße 8, 8a, 8b, 8c, 8d, Fleißnerstraße 11 mit Martin-Drucker-Straße 10, Fleißnerstraße 13, 13a, 13b, 13c, 13d mit Martin-Drucker-Straße 14, 14a, 14b, 14c, 14d, Fleißnerstraße 15, 15a, 15b, 15c, 15d mit Martin-Drucker-Straße 16, 16a, 16b, 16c, 16d), Offizierskasino (Olbrichtstraße 2a, 2b und 2c), Wach- und Depotgebäude des Artilleriedepots (Olbrichtstraße 2 mit Viertelsweg 69), zwei Remisengebäude des Artilleriedepots (Reinmuthweg 2–30 und Martin-Drucker-Straße 19, 19a, 21, 23, 25, 27, 29 und 31), Stallgebäude (Martin-Drucker-Straße 3, 3a, 3b, 3c, 3d, 3e und 3f), Nebengebäude an der Tresckowstraße (Martin-Drucker-Straße 2/2a), Nebengebäude an der Tresckowstraße (Tresckowstraße 6), weiterhin mit der Einfriedung an der Hans-Oster-Straße, Olbrichtstraße, Tresckowstraße und Viertelsweg sowie dem Haupttor am Viertelsweg zur Fleißnerstraße und dem Tor an der Olbrichtstraße neben dem Kasino (siehe auch Sachgesamtheitsdokument – Obj. 09306489) | Tresckowstraße 6 | 1901–1902, bezeichnet 1901 (Kaserne) | Kasernenanlage zwischen Viertelsweg und Tresckowstraße, Hans-Oster-Straße und Olbrichtstraße, erbaut als Kaserne des 7. Artillerie-Regiments Nummer 77, gelbe Klinkerbauten, militärhistorisch, baugeschichtlich und ortsgeschichtlich von Bedeutung | 09300281 |
|                                         | Wohnblock einer Wohnanlage, mit Vorgärten | Viertelsweg 17; 19; 21; 23 (Karte) | um 1940 (Wohnblock) | Putzfassade mit Klinker- und Putzgliederungen, Treppenhausachsen mit zeittypischen Sgraffiti, Blumen und Putten mit Feuer in Anspielung auf die einstige Mieterschaft von Feuerwehrleuten, siehe auch Walter-Cramer-Straße 1–5, Zeugnis des Wohnungsbaus in der NS-Zeit, baugeschichtlich und sozialgeschichtlich von Bedeutung | 09296852 |
|                                         | Mietshaus in halboffener Bebauung | Viertelsweg 37 (Karte) | um 1900 (Mietshaus) | späthistoristische Klinkerfassade mit Kunststeingliederungen, Laden, ortsentwicklungsgeschichtlich und baugeschichtlich von Bedeutung | 09297367 |
|                                         | Mietshaus in geschlossener Bebauung | Viertelsweg 39 (Karte) | um 1900 (Mietshaus) | späthistoristische Klinkerfassade mit Jugendstilanklängen, Kunststeingliederungen, Läden, ortsentwicklungsgeschichtlich und baugeschichtlich von Bedeutung | 09297366 |
|                                         | Mietshaus in geschlossener Bebauung | Viertelsweg 41 (Karte) | um 1905 (Mietshaus) | späthistoristische Klinkerfassade mit Jugendstilanklängen, Kunststeingliederungen, ehemals Laden, ortsentwicklungsgeschichtlich und baugeschichtlich von Bedeutung | 09297365 |
|                                         | Mietshaus in geschlossener Bebauung | Viertelsweg 43 (Karte) | um 1900 (Mietshaus) | späthistoristische Klinkerfassade mit Putz- und Kunststeingliederungen, ehemals Laden, ortsentwicklungsgeschichtlich und baugeschichtlich von Bedeutung | 09297364 |
| Direkt Bild zu diesem Denkmal hochladen | Sachgesamtheit Neuer Friedhof Gohlis, mit folgenden Einzeldenkmalen: mehrere Grabmale (siehe auch Obj. 09297445), dazu die gärtnerisch gestaltete Friedhofsanlage sowie als Sachgesamtheitsteile die Friedhofseinfriedung und ein Verwaltungsgebäude | Viertelsweg 44 (gegenüber) (Karte) | ab 1868 (Friedhof) | kirchlicher Friedhof Gohlis, Friedhofsanlage mit Längs- und Querallee, ortsgeschichtlich von Bedeutung | 09303852 |
| Direkt Bild zu diesem Denkmal hochladen | Einzeldenkmale der Sachgesamtheit Neuer Friedhof Gohlis: mehrere Grabmale (siehe auch Obj. 09303852) | Viertelsweg 44 (gegenüber) (Karte) | um 1850 (Wandstelle Familie Klasing mit Einfassung); um 1860 (Wandstelle Familie Brandt mit Einfassung); bez. 1852 (Wandstelle Familie Schlippe); um 1885 (Wandstelle Familien Ziegengeist und Hütti); um 1885 (Wandstelle Familie Ulrich und Johannes mi) | | 09297445 |
|                                         | Mietshaus in halboffener Bebauung in Ecklage, mit Vorgarten und Einfriedung in der Roßlauer Straße | Viertelsweg 45 (Karte) | 1903 (Mietshaus) | späthistoristische Klinkerfassade mit Kunststeingliederungen, risalitartige Eckbetonung, ehemals mit Laden, ortsentwicklungsgeschichtlich und baugeschichtlich von Bedeutung | 09297363 |
|                                         | Mietshaus in halboffener Bebauung in Ecklage, mit Vorgarten in der Roßlauer Straße | Viertelsweg 47 (Karte) | um 1900 (Mietshaus) | späthistoristische Klinkerfassade mit Kunststein- und Putzgliederungen, risalitartige Eckbetonung mit Laden, ortsentwicklungsgeschichtlich von Bedeutung | 09297368 |
|                                         | Mietshaus in geschlossener Bebauung | Viertelsweg 49 (Karte) | um 1905 (Mietshaus) | Klinker-Putz-Fassade zwischen ausgehendem Historismus und Jugendstil, Kunststeingliederungen, ortsentwicklungsgeschichtlich und baugeschichtlich von Bedeutung | 09297369 |
|                                         | Mietshaus in geschlossener Bebauung | Viertelsweg 51 (Karte) | um 1900 (Mietshaus) | späthistoristische Klinkerfassade mit Putz- und Kunststeingliederungen, Läden, ortsentwicklungsgeschichtlich und baugeschichtlich von Bedeutung | 09297370 |
| Direkt Bild zu diesem Denkmal hochladen | Fünf Mehrfamilienhäuser einer Wohnanlage (Anschriften: Hans-Oster-Straße 30–34 und Viertelsweg 53, 55) | Viertelsweg 53; 55 (Karte) | bezeichnet 1911 (Mehrfamilienwohnhaus) | Putzfassaden im Reformstil um 1910/15, Putz- und Kunststeingliederungen, zur Hans-Oster-Straße Seitenrisalite, Zwerchhäuser mit hohen Rundgiebeln, zur Wohnanlage auch die Häuser Hans-Oster-Straße 20–28 gehörend, Zeugnis des sozialen Wohnungsbaus im frühen 20. Jh., ortsentwicklungsgeschichtlich, baugeschichtlich und sozialgeschichtlich von Bedeutung | 09263964 |
| Weitere Bilder                          | Sachgesamtheit Artillerie-Kaserne, mit folgenden Einzeldenkmalen: Stabsgebäude (Fleißnerstraße 17), zwei Familien-Wohngebäude (Fleißnerstraße 26 und 28), zwei Mannschaftsgebäude (Fleißnerstraße 4/6/8 und 20/22/24), ein Wirtschaftsgebäude (Fleißnerstraße 10, 12, 14, 16 und 18), sieben Remisengebäude (Fleißnerstraße 3, 3a, 3b, 3c, 3d und 3e, Fleißnerstraße 5, 5a, 5b, 5c, 5d mit Martin-Drucker-Straße 4, 4a, 4b, 4c, 4d, Fleißnerstraße 7, 7a, 7b, 7c, 7d mit Martin-Drucker-Straße 6, 6a, 6b, 6c, 6d, Fleißnerstraße 9, 9a, 9b, 9c, 9d mit Martin-Drucker-Straße 8, 8a, 8b, 8c, 8d, Fleißnerstraße 11 mit Martin-Drucker-Straße 10, Fleißnerstraße 13, 13a, 13b, 13c, 13d mit Martin-Drucker-Straße 14, 14a, 14b, 14c, 14d, Fleißnerstraße 15, 15a, 15b, 15c, 15d mit Martin-Drucker-Straße 16, 16a, 16b, 16c, 16d), Offizierskasino (Olbrichtstraße 2a, 2b und 2c), Wach- und Depotgebäude des Artilleriedepots (Olbrichtstraße 2 mit Viertelsweg 69), zwei Remisengebäude des Artilleriedepots (Reinmuthweg 2–30 und Martin-Drucker-Straße 19, 19a, 21, 23, 25, 27, 29 und 31), Stallgebäude (Martin-Drucker-Straße 3, 3a, 3b, 3c, 3d, 3e und 3f), Nebengebäude an der Tresckowstraße (Martin-Drucker-Straße 2/2a), Nebengebäude an der Tresckowstraße (Tresckowstraße 6), weiterhin mit der Einfriedung an der Hans-Oster-Straße, Olbrichtstraße, Tresckowstraße und Viertelsweg sowie dem Haupttor am Viertelsweg zur Fleißnerstraße und dem Tor an der Olbrichtstraße neben dem Kasino (siehe Obj. 09300281), sowie mit folgenden Sachgesamtheitsteilen: Nebengebäude (Tresckowstraße 4, Sachgesamtheitsteil), Nebengebäude an der Tresckowstraße (Fleißnerstraße 1/1a, Sachgesamtheitsteil), ein Remisengebäude des Artilleriedepots (Viertelsweg 59–67, Sachgesamtheitsteil) | Viertelsweg 57; 59; 61; 63; 65; 67; 69 (Karte) | 1901–1902, bezeichnet 1901 (Kaserne) | Kasernenanlage zwischen Viertelsweg und Tresckowstraße, Hans-Oster-Straße und Olbrichtstraße, erbaut als Kaserne des 7. Artillerie-Regiments Nummer 77, gelbe Klinkerbauten, militärhistorisch, baugeschichtlich und ortsgeschichtlich von Bedeutung [Störelemente: Neues Stabsgebäude (Viertelsweg 57 – KEIN DENKMAL), Kindergarten-Neubau (Fleißnerstraße 2), Reihenhaus-Neubau (Martin-Drucker-Straße 12, 12a, 12b und 12c)] | 09306489 |
| Weitere Bilder                          | Einzeldenkmale der Sachgesamtheit Artillerie-Kaserne: Stabsgebäude (Fleißnerstraße 17), zwei Familien-Wohngebäude (Fleißnerstraße 26 und 28), zwei Mannschaftsgebäude (Fleißnerstraße 4/6/8 und Fleißnerstraße 20/22/24), ein Wirtschaftsgebäude (Fleißnerstraße 10, 12, 14, 16 und 18), sieben Remisengebäude (Fleißnerstraße 3, 3a, 3b, 3c, 3d und 3e, Fleißnerstraße 5, 5a, 5b, 5c, 5d mit Martin-Drucker-Straße 4, 4a, 4b, 4c, 4d, Fleißnerstraße 7, 7a, 7b, 7c, 7d mit Martin-Drucker-Straße 6, 6a, 6b, 6c, 6d, Fleißnerstraße 9, 9a, 9b, 9c, 9d mit Martin-Drucker-Straße 8, 8a, 8b, 8c, 8d, Fleißnerstraße 11 mit Martin-Drucker-Straße 10, Fleißnerstraße 13, 13a, 13b, 13c, 13d mit Martin-Drucker-Straße 14, 14a, 14b, 14c, 14d, Fleißnerstraße 15, 15a, 15b, 15c, 15d mit Martin-Drucker-Straße 16, 16a, 16b, 16c, 16d), Offizierskasino (Olbrichtstraße 2a, 2b und 2c), Wach- und Depotgebäude des Artilleriedepots (Olbrichtstraße 2 mit Viertelsweg 69), zwei Remisengebäude des Artilleriedepots (Reinmuthweg 2–30 und Martin-Drucker-Straße 19, 19a, 21, 23, 25, 27, 29 und 31), Stallgebäude (Martin-Drucker-Straße 3, 3a, 3b, 3c, 3d, 3e und 3f), Nebengebäude an der Tresckowstraße (Martin-Drucker-Straße 2/2a), Nebengebäude an der Tresckowstraße (Tresckowstraße 6), weiterhin mit der Einfriedung an der Hans-Oster-Straße, Olbrichtstraße, Tresckowstraße und Viertelsweg sowie dem Haupttor am Viertelsweg zur Fleißnerstraße und dem Tor an der Olbrichtstraße neben dem Kasino (siehe auch Sachgesamtheitsdokument – Obj. 09306489) | Viertelsweg 69 (Karte) | 1901–1902, bezeichnet 1901 (Kaserne) | Kasernenanlage zwischen Viertelsweg und Tresckowstraße, Hans-Oster-Straße und Olbrichtstraße, erbaut als Kaserne des 7. Artillerie-Regiments Nummer 77, gelbe Klinkerbauten, militärhistorisch, baugeschichtlich und ortsgeschichtlich von Bedeutung | 09300281 |
| Weitere Bilder                          | Ehemalige Fabrikanlage, bestehend aus mehreren Gebäudeteilen, Schornstein sowie Einfriedung und Toreinfahrt an der Etkar-André-Straße | Virchowstraße 1 (Karte) | 1882 (Fabrik) | heute Altenheim, Klinkerfassaden in Formen des ausgehenden Historismus sowie des späten Jugendstils und Reformstils um 1910, zur Virchowstraße überhöhter Mittelteil, besonders ansprechend die Front an der Benedixstraße mit aufwändigen Klinker- und Kunststeingliederungen, Ecke Benedix-/Etkar-André-Straße durch Erker mit Türmchenaufsatz betont, ortsentwicklungsgeschichtlich, baugeschichtlich und industriegeschichtlich von Bedeutung | 09297337 |
|                                         | Mietshaus in ehemals geschlossener Bebauung | Virchowstraße 3 (Karte) | um 1900 (Mietshaus) | späthistoristische Klinkerfassade, teils mit Jugendstildekor, Putz- und Kunststeingliederungen, Tordurchfahrt und Gaststätte, ortsentwicklungsgeschichtlich und baugeschichtlich von Bedeutung | 09296800 |
|                                         | Mietshaus in geschlossener Bebauung | Virchowstraße 5 (Karte) | um 1900 (Mietshaus) | späthistoristische Klinkerfassade mit Kunststein-, Putz- und Klinkergliederungen, ortsentwicklungsgeschichtlich und baugeschichtlich von Bedeutung | 09296801 |
| Direkt Bild zu diesem Denkmal hochladen | Handschwengelpumpe mit Brunnenschacht | Virchowstraße 7 (vor) (Karte) | 1909 (Handschwengelpumpe) | Typ Kleiner Löwe, Zeugnis der Wasserversorgung in der Vergangenheit, stadtgeschichtlich von Bedeutung | 09294881 |
|                                         | Mietshaus in geschlossener Bebauung | Virchowstraße 8 (Karte) | um 1905 (Mietshaus) | Putzfassade zwischen ausgehendem Historismus und Jugendstil, Putz-, Klinker- und Kunststeingliederungen, ortsentwicklungsgeschichtlich und baugeschichtlich von Bedeutung | 09296805 |
|                                         | Mietshaus in geschlossener Bebauung | Virchowstraße 10 (Karte) | um 1910 (Mietshaus) | symmetrische Putzfassade im Reformstil um 1910, Putzgliederungen, seitliches Dachhaus, ortsentwicklungsgeschichtlich und baugeschichtlich von Bedeutung | 09296806 |
|                                         | Mietshaus in geschlossener Bebauung | Virchowstraße 12 (Karte) | um 1910 (Mietshaus) | Putzfassade im Reformstil um 1910, Putzgliederungen, Doppelerker, seitliches Dachhaus mit Spitzgiebel, ortsentwicklungsgeschichtlich und baugeschichtlich von Bedeutung | 09296809 |
| Direkt Bild zu diesem Denkmal hochladen | Mietshaus in halboffener Bebauung | Virchowstraße 13 (Karte) | bezeichnet 1907 (Mietshaus) | Putzfassade in Formen des Jugendstils und der Reformarchitektur um 1910, Putz- und Kunststeingliederungen, Doppelerker mit Zierfachwerk im obersten Geschoss, ortsentwicklungsgeschichtlich und baugeschichtlich von Bedeutung | 09297283 |
|                                         | Mietshaus in geschlossener Bebauung | Virchowstraße 14 (Karte) | um 1910 (Mietshaus) | Putzfassade im Reformstil um 1910, Putzgliederungen, gerundeter Doppelerker, seitliches Dachhaus, ortsentwicklungsgeschichtlich von Bedeutung | 09296810 |
|                                         | Mietshaus in halboffener Bebauung in Ecklage | Virchowstraße 15 (Karte) | um 1905 (Mietshaus) | Putzfassade zwischen ausgehendem Historismus und Jugendstil, Putz- und Kunststeingliederungen, Ecksituation teilrekonstruiert, an den Fronten je ein Erker, ehemals Eckladen, straßenbildprägende Lage, ortsentwicklungsgeschichtlich von Bedeutung | 09297282 |
|                                         | Mietshaus in geschlossener Bebauung | Virchowstraße 16 (Karte) | um 1910 (Mietshaus) | Putzfassade im Reformstil um 1910, Putzgliederungen und akzentuierender Putzdekor, Doppelerker, seitliches Dachhaus mit gerundetem Giebel, ortsentwicklungsgeschichtlich und baugeschichtlich von Bedeutung | 09296811 |
|                                         | Mietshaus in halboffener Bebauung | Virchowstraße 17 (Karte) | bezeichnet 1906 (Mietshaus) | Putzfassade in Formen des Jugendstils, auch Nachklänge des Historismus, Kunststeingliederungen, seitlicher Kastenerker mit spitzem Schweifgiebel, ortsentwicklungsgeschichtlich und baugeschichtlich von Bedeutung | 09297714 |
|                                         | Mietshaus in geschlossener Bebauung | Virchowstraße 18 (Karte) | 1911 (Mietshaus) | Putzfassade im Reformstil um 1910, Putzgliederungen und akzentuierender Putzdekor, polygonaler Doppelerker, seitliches Dachhaus mit Dreieckgiebel, ortsentwicklungsgeschichtlich und baugeschichtlich von Bedeutung Aus dem Besitz des Johannishospitals erwarb Bauunternehmer und Maurermeister Johann Gottfried Bahke das Grundstück, das er noch im gleichen Jahr 1911 im Eigenauftrag mit einem Mietshaus bebaute, Zeichnungen und statische Berechnungen von Architekt Albert Wolf. Folgende weitere Besitzer sind bekannt: Emma Martha Piesk geb. Bahke, ab 1922 Oberingenieur Paul Max Kästner und Ehefrau Emma Kästner verw. gew. Kunze geb. Bruder sowie Johanne Alma Roßbach geb. Kästner gemäß Grundbucheintrag 12. Juli 1948. Die Reformstilfassade mit zwei Polygonalerkern, Edelputzfassade, vierachsigem Zwerchhaus sowie reliefgeschmücktem Haustürportal (Junge und Mädchen mit Früchtekorb und Vögeln), in jeder Etage zwei Wohnungen mit Korridor, Salon hinter den Erkern, zwei Zimmer sowie Schlafraum, Mädchenkammer, Küche mit Balkon und Bad/WC nebst einer zusätzlichen Kammer in der rechten Wohnung. Geplant waren zudem ein Waschhausanbau und eine Dachgeschosswohnung. Dekorwandfliesen und Stuckgliederungen des Eingangsbereiches und bleiverglaste Treppenhausfenster gehören zur erhaltenen Ausstattung. Baugeschichtlich interessanter Mietshausbau im geschlossenen Ensemble, zudem Zeugnis der baulichen Entwicklung von Gohlis im frühen 20. Jh. LfD/2012 | 09296812 |
|                                         | Mietshaus in geschlossener Bebauung | Virchowstraße 19 (Karte) | um 1905 (Mietshaus) | aufwendige Putzfassade in Formen des Jugendstils, Putz- und Kunststeingliederungen, Mittenbetonung durch Kastenerker, begleitet von Balkons, seitlich angeordnetes Zwerchhaus, ortsentwicklungsgeschichtlich und baugeschichtlich von Bedeutung | 09297715 |
|                                         | Mietshaus in geschlossener Bebauung | Virchowstraße 20 (Karte) | 1914–1915 (Mietshaus) | Putzfassade im Reformstil um 1910/15, Putzgliederungen, Kastererker, breites seitliches Dachhaus mit Dreieckgiebel, ortsentwicklungsgeschichtlich von Bedeutung Auf schmalem Grundstück entstand 1914–1915 ein Wohngebäude für die Gebrüder Oswald und Oskar Schütze, Ausführung und Bauleitung besaß der in Lindenthal geborene Bauunternehmer Wilhelm Oswald Schütze. Unterstützung erfuhr er hinsichtlich der einzubringenden Eisenkonstruktionen durch die Firma Leipziger Eisenbauanstalt GmbH. Edelputzfassade im Reformstilaufbau mit großem Kastenerker, einem vierachsigen Zwerchhaus und einfacher Haustürrahmung. In jeder Etage eine Vier-Zimmer-Wohnung mit Küche, Austritt, Bad und einer zusätzlichen Kammer, eine kleinere Wohnung im Dachgeschoss. Zu DDR-Zeiten Bemühungen einer Wiederherstellung der schadhaften Küchenaustritte, 1995–1998 Sanierung und weiterer Dachgeschossausbau. Zur erhaltenen Ausstattung gehören das enge Holztreppenhaus, Wohnungseingangstüren mit Gitter, eine eiserne Kellerschranke und farbige Bleiglasscheiben im Aufgang. Teil des geschlossenen Mietshausensemble, Zeugnis der städtebaulichen Entwicklung im Gohliser Ortserweiterungsgebiet. LfD/2012 | 09296813 |
|                                         | Mietshaus in geschlossener Bebauung | Virchowstraße 21 (Karte) | bezeichnet 1907 (Mietshaus) | ansprechende Putzfassade in Formen des Jugendstils und der Reformarchitektur um 1910, Putz- und Kunststeingliederungen, in den äußeren Achsen Erker, seitlicher Zwerchgiebel, ortsentwicklungsgeschichtlich und baugeschichtlich von Bedeutung | 09297716 |
|                                         | Mietshaus in geschlossener Bebauung | Virchowstraße 25 (Karte) | um 1905 (Mietshaus) | ansprechende Putzfassade in Jugendstilformen, Putz- und Kunststeingliederungen, Doppelerker, darüber Zwerchhäuser mit Schweifgiebeln, ortsentwicklungsgeschichtlich und baugeschichtlich von Bedeutung | 09297305 |
|                                         | Mietshaus in geschlossener Bebauung in Ecklage | Virchowstraße 26 (Karte) | um 1915 (Mietshaus) | Putzfassade im Reformstil um 1910/15, Putzgliederungen und akzentuierender Putzdekor, abgeschrägte Ecke mit Eckladen und Balkonen, an den Fronten je ein Polygonalerker, zur Virchowstraße seitliches Zwerchhaus mit Dreieckgiebel, ortsentwicklungsgeschichtlich und baugeschichtlich von Bedeutung | 09296815 |
| Direkt Bild zu diesem Denkmal hochladen | Einzeldenkmal o. g. Sachgesamtheit: fünf Mehrfamilienhäuser einer Wohnanlage (Virchowstraße 33–39 mit Gottschallstraße 1a) (siehe auch Sachgesamtheitsdokument – Obj. 09305628, Otto-Adam-Straße 1, 3, 5, 7, 9) | Virchowstraße 33; 35; 37; 39 (Karte) | um 1930 (Mehrfamilienwohnhaus) | Putzbauten in Blockrandbebauung, baueinheitlich mit Otto-Adam-Straße 1–9, Putz-, Kunststein- und Klinkergliederungen, Eckbau mit attikaartigem Dachausbau, Einflüsse des Neuen Bauens, siehe auch Otto-Adam-Straße 4/6, Rudi-Opitz-Straße 2–12, Virchowstraße 45–51 und Wilhelm-Plesse-Straße 32–46, Zeugnis des sozialen Wohnungsbaus um 1930, Architekt Fritz Riemann, straßenbildprägend, ortsentwicklungsgeschichtlich, baugeschichtlich und sozialgeschichtlich von Bedeutung | 09296816 |
|                                         | Einzeldenkmal o. g. Sachgesamtheit: vier Mehrfamilienhäuser einer Wohnanlage (siehe auch Sachgesamtheitsdokument – Obj. 09305628, Otto-Adam-Straße 1, 3, 5, 7, 9) | Virchowstraße 45; 47; 49; 51 (Karte) | um 1935 (Mehrfamilienwohnhaus) | Putzbauten in Blockrandbebauung, baueinheitlich mit Wilhelm-Plesse-Straße 34–46, Putz-, Kunststein- und Klinkergliederungen, zurückhaltende Einflüsse von Art déco und Neuem Bauen, siehe auch Otto-Adam-Straße 1–9, Rudi-Opitz-Straße 2–12, Virchowstraße 33–39 und Wilhelm-Plesse-Straße 32, Zeugnis des sozialen Wohnungsbaus der 1930er Jahre, Architekt Fritz Riemann, straßenbildprägend, ortsentwicklungsgeschichtlich, baugeschichtlich und sozialgeschichtlich von Bedeutung | 0929681  |
|                                         | Wohnblock einer Wohnanlage, mit Vorgarten | Walter-Cramer-Straße 1; 3; 5 (Karte) | 1939–1940 (Wohnblock) | Putzfassade mit Klinker- und Putzgliederungen, Treppenhausachsen mit zeittypischen Sgraffiti, Blumen und Putten mit Feuer in Anspielung auf die einstige Mieterschaft von Feuerwehrleuten, siehe auch Viertelsweg 17–23, Zeugnis des Wohnungsbaus in der NS-Zeit, baugeschichtlich und sozialgeschichtlich von Bedeutung | 09297596 |
| Direkt Bild zu diesem Denkmal hochladen | Einzeldenkmale o. g. Sachgesamtheit: vier Mehrfamilienhäuser einer Wohnanlage (siehe auch Sachgesamtheitsdokument – Obj. 09294350, Adolph-Menzel-Straße 11–17a) | Walter-Cramer-Straße 2; 4; 6; 8 (Karte) | 1929–1930 (Miethaus) | | 09294362 |
|                                         | Mietshaus in geschlossener Bebauung in Ecklage | Wilhelm-Plesse-Straße 2 (Karte) | um 1905 (Mietshaus) | Putz-Klinker-Fassade in Formen des ausgehenden Historismus mit Jugendstileinschlag, Putz- und Kunststeingliederungen, Eckbetonung durch Vorlage mit kleinem Schaugiebel, ortsentwicklungsgeschichtlich und baugeschichtlich von Bedeutung | 09297870 |
|                                         | Mietshaus in geschlossener Bebauung | Wilhelm-Plesse-Straße 3 (Karte) | um 1900 (Mietshaus) | späthistoristische Putzfassade mit Putz-, Kunststein- und Klinkergliederungen, ortsentwicklungsgeschichtlich und baugeschichtlich von Bedeutung | 09262423 |
|                                         | Mietshaus in geschlossener Bebauung | Wilhelm-Plesse-Straße 4 (Karte) | um 1905 (Mietshaus) | Putzfassade in Formen des ausgehenden Historismus mit Jugendstileinschlag, ortsentwicklungsgeschichtlich von Bedeutung In geschlossener Zeile steht das viergeschossige Mietshaus, 1904 erbaut und im Frühjahr 1905 von Mietern bezogen. Parzelliert worden war das Areal zunächst in Baublöcke P und U durch die Herren Robert Röthig und C. Harz im Jahr 1899, unmittelbar nach Erlaß des Ortsgesetzes. Für das Wohnhaus in geschlossener Zeile übernahm Architekt und Regierungsbaumeister Richard Kloberg die planerischen Aufgaben im Auftrag des Privatiers Robert Uhlig, A. Tautz setzte seine Unterschrift für die Ausführung. Durch die Einordnung des Treppenhauses entstanden in einer jeden Etage zwei unterschiedlich große Wohnungen, deren Wasserspülaborte noch auf der halben Treppe lagen. Mitte 1967 erging das Baugesuch für Frontabputz und Ausbau des Dachgeschosses (die Wohnung fertig 1969). Planung hierfür legte der Reparaturstützpunkt Nord-Ost vor, die Ausführung sollte die PGH V. Parteitag übernehmen. Sanierung, neuer Dachausbau, hofseitiger Balkonanbau sowie Änderungen der Grundrisse 1999 bzw. 2000 bis 2001. Ein Vergleich mit Fotos aus dem Jahr 1967 zeigt eine bedauerliche partielle Reduzierung der straßenseitigen Putz- und Gliederungsstrukturen. Ein ehemals linksseitig aufgesetztes Dachhaus mit neubarock-jugendstiligem Duktus ist verloren, die stehenden Gauben der letzten Modernisierungsphase und die peinlich vereinfachte Traufzone wirken fremd. Teile der qualitätvollen Ausstattung sind erhalten, u. a. die Jugendstilhaustür und Schablonenmalerei im Eingangsbereich. Der Jugendstilbau ist baugeschichtlich von Interesse. LfD/2018 | 09297871 |
|                                         | Mietshaus in geschlossener Bebauung | Wilhelm-Plesse-Straße 6 (Karte) | um 1905 (Mietshaus) | Klinkerfassade zwischen ausgehendem Historismus und Jugendstil, Kunststeingliederungen, seitlicher Zwerchgiebel, ortsentwicklungsgeschichtlich und baugeschichtlich von Bedeutung | 09297872 |
|                                         | Mietshaus in geschlossener Bebauung | Wilhelm-Plesse-Straße 8 (Karte) | 1903–1904 (Mietshaus) | späthistoristische Klinkerfassade mit Kunststein- und Putzgliederungen, ortsentwicklungsgeschichtlich und baugeschichtlich von Bedeutung Ein erstes Vorhaben auf dem Bauplatz 1899 von Baumeister Hermann Wenzel kam nicht zur Ausführung. Zimmermeister Friedrich August Zeidler griff 1903 den Fassadenentwurf auf, plante nun jedoch drei statt der ehemals vorgesehenen zwei Wohnungen pro Etage: mit einem Zimmer, zwei Kammern, Küche und Korridor sowie Privets im Treppenhaus. Nach Rohbauprüfung Oktober 1903 gelangte das Grundstück im Mai 1904 zur Zwangsversteigerung. Der Bau wurde unter mehrfach rasch wechselnden Eigentümern bis September 1904 zu Ende gebracht, beteiligt war hier Architekt Franz Voigtsberger. Rechts der Haustür war 1905 ein Ladeneinbau vorgesehen, 1924 eine Wohnung im Dachgeschoss, bereits 1920 die Neuerrichtung einer Niederlage im Hof. In 1996 datiert der Antrag für eine Sanierung/Modernisierung und weiteren Dachgeschossausbau, 2015 die Errichtung neuer Balkone auf der Hofseite. Ein mit feiner Putznutung versehenes Erdgeschoss schiebt sich zwischen Sichtklinkersockel und mit ebenfalls gelben Blendern verkleidete Obergeschosse der straßenseitigen Fassade. Deren Gliederung erfolgt durch eine Betonung der beiden mittleren Etagen mit reichem Dekor unter Jugendstileinfluss, Rundbogen- und Dreiecksverdachungen der Fenster in der mittleren und den jeweils zwei äußeren Fensterachsen, die Traufzone ist leider vereinfacht und geglättet, die originale Hauseingangstür nicht erhalten. Das Haus ist bauliches Zeugnis im Gohliser Planungsgebiet der Ortserweiterung, besitzt einen baugeschichtlichen und ortsteilentwicklungsgeschichtlichen Wert. LfD/2018 | 09298016 |
|                                         | Mietshaus in geschlossener Bebauung | Wilhelm-Plesse-Straße 10 (Karte) | 1896–1897 (Mietshaus) | späthistoristische Putzfassade mit aufgemalten Klinkern und Kunststeingliederungen, bau- und ortsentwicklungsgeschichtliche Bedeutung | 08966346 |
|                                         | Mietshaus in geschlossener Bebauung | Wilhelm-Plesse-Straße 11 (Karte) | um 1910 (Mietshaus) | asymmetrische Putzfassade im Reformstil um 1910, Putzgliederungen, akzentuierender Putzdekor, Kastenerker und seitlicher Zwerchgiebel, ortsentwicklungsgeschichtlich und baugeschichtlich von Bedeutung | 09297980 |
| Weitere Bilder                          | Mietshaus in halboffener Bebauung in Ecklage | Wilhelm-Plesse-Straße 12b (Karte) | um 1905 (Mietshaus) | Klinkerfassade in Formen des ausgehenden Historismus mit Jugendstildekoration, Kunststeingliederungen, Eckbetonung durch nachträglich reduzierten Erker, Laden und Eckladen, ortsentwicklungsgeschichtlich und baugeschichtlich von Bedeutung | 09264513 |
|                                         | Doppelmietshaus in geschlossener Bebauung | Wilhelm-Plesse-Straße 13; 15 (Karte) | um 1905 (Doppelmietshaus) | Putzfassade in Formen des ausgehenden Historismus, Einflüsse des Landhausstils um 1900, auch Jugendstilanklänge, Putz- und Kunststeingliederungen, Zierfachwerk, ortsentwicklungsgeschichtlich und baugeschichtlich von Bedeutung | 09297979 |
|                                         | Mietshaus in geschlossener Bebauung | Wilhelm-Plesse-Straße 14 (Karte) | um 1900 (Mietshaus) | späthistoristische Klinkerfassade Kunststein- und Putzgliederungen, ortsentwicklungsgeschichtlich und baugeschichtlich von Bedeutung | 09297975 |
|                                         | Mietshaus in halboffener Bebauung in Ecklage | Wilhelm-Plesse-Straße 15a (Karte) | um 1915 (Mietshaus) | Putzfassade im Reformstil um 1910/15, Putzgliederungen und akzentuierender Putzdekor, gerundeter Eckerker, weiterer Erker zur Wilhelm-Plesse-Straße, ortsentwicklungsgeschichtlich und baugeschichtlich von Bedeutung | 09297977 |
|                                         | Mietshaus in geschlossener Bebauung | Wilhelm-Plesse-Straße 16 (Karte) | um 1915 (Mietshaus) | Putzfassade im Sinne der Reformarchitektur um 1915, Putzgliederungen, Mittenbetonung durch Vorlage, darüber Zwerchhaus mit Dreieckgiebel, Tordurchfahrt, ortsentwicklungsgeschichtlich und baugeschichtlich von Bedeutung | 09297974 |
|                                         | Mietshaus in geschlossener Bebauung | Wilhelm-Plesse-Straße 18 (Karte) | um 1915 (Mietshaus) | Putzfassade im Sinne der Reformarchitektur um 1915, Putzgliederungen, Mittenbetonung durch flache Vorlage mit Dreieckgiebel, ortsentwicklungsgeschichtlich und baugeschichtlich von Bedeutung | 09297973 |
|                                         | Mietshaus in halboffener Bebauung | Wilhelm-Plesse-Straße 19 (Karte) | um 1905 (Mietshaus) | Klinkerfassade in Formen des ausgehenden Historismus mit Jugendstileinschlag, Klinker- und Kunststeingliederungen, ortsentwicklungsgeschichtlich und baugeschichtlich von Bedeutung | 09297982 |
|                                         | Mietshaus in geschlossener Bebauung | Wilhelm-Plesse-Straße 20 (Karte) | um 1895 (Mietshaus) | späthistoristische Putzfassade mit Putz- und Kunststeingliederungen, ortsentwicklungsgeschichtlich und baugeschichtlich von Bedeutung | 09297941 |
|                                         | Garagenhof, mit Toreinfahrt und Pflaster | Wilhelm-Plesse-Straße 21 (Karte) | 1928–1929 (Garagenhof) | zwei Hallenkomplexe mit Durchfahrten und ehemals Oberlichtverglasung, Toreinfahrt verputzte Pfeiler und Eisentor, bemerkenswerte Garagenanlage von großem Seltenheitswert, baugeschichtlich und technikgeschichtlich von Bedeutung Der Garagenhof befindet sich im Hofbereich eines von geschlossener Bebauung umgebenen Blockes zwischen Otto-Adam-, Heinrich-Plesse-, Rudi-Opitz- und Heinrich-Budde-Straße. Die Zufahrt erfolgt von der Heinrich-Plesse-Straße her. Die in zwei Bauabschnitten 1928/29 errichtete Anlage besteht aus 40 Einzelgaragen, die sich in zwei Hallenkomplexe zu je 20 Garagen gliedern. Die Hallen liegen hintereinander und sind mit einer Durchfahrt verbunden. Ihre Hofbereiche sind mit Stahlfachwerkkonstruktion und dazwischenliegender Steineisendecke (auch als Zomakdecke bezeichnet) überdacht. Einfaches Stabwerk verbindet Ober- und Untergurt. Die ehemals vorhandenen Oberlichter (Belichtungsdreiecke) wurden im Krieg zerstört und nicht wieder aufgebaut, so dass die Überdachung an diesen Stellen fehlt. Die zwei Bauabschnitte sind an der Ausführung der Deckenkonstruktion erkennbar. Der zuerst entstandene vordere Hof zeigt – bedingt durch die größere Breite zwischen den Garagenzeilen – ein aufwendiges Stahlfachwerk mit Pfetten. Die ursprünglichen Garagentüren (zweiflüglige Holztüren mit gesproßten Oberlichtern) sind teilweise noch im Original vorhanden. Vollständig erneuert sind die Türen in der hinteren Garagenzeile des zweiten Hofes, die dortigen Stahltüren stammen vermutlich aus den 1950er Jahren. Einige Garagen sind zur Doppelgarage umgebaut. Erwähnenswert ist auch das Kleinpflaster, das wohl trotz des teilweisen Betonüberzuges im gesamten Komplex erhalten ist. Der Garagenhof ist ein anschauliches und seltenes Zeugnis der verkehrsgeschichtlichen Entwicklung in der ersten Hälfte des 20. Jh. Er bezeugt auf signifikante Weise das zunehmende Aufkommen an privaten Kraft- fahrzeugen in den 1920er Jahren, die den Menschen einerseits mehr Mobilität brachten, mit denen aber andererseits auch schon umweltbelastende Einflüsse verbunden waren. So wurden die Hofräume entsprechend der Forderung der damaligen Baubehörde zur „Vermeidung einer Beeinträchtigung der Nachbarschaft“ überdacht. Sowohl aus hygienischen als auch aus architektonischen Gründen hielt man die Errichtung eines Garagenhofes für die günstigste der zur Diskussion gestellten Varianten. Unter den genannten Aspekten verkörpert das Objekt sowohl einen baugeschichtlichen als auch technikgeschichtlichen Aussagewert. LfD/2014 | 09261916 |
| Weitere Bilder                          | Doppelmietshaus (Wilhelm-Plesse-Straße 22 und Rudi-Opitz-Straße 7) in geschlossener Bebauung in Ecklage | Wilhelm-Plesse-Straße 22 (Karte) | um 1930 (Doppelmietshaus) | Putzfassade mit Putz- und Klinkergliederungen, Lückenschließung der Zeit um 1930, ortsentwicklungsgeschichtlich und baugeschichtlich von Bedeutung | 09297894 |
|                                         | Mietshaus in halboffener Bebauung | Wilhelm-Plesse-Straße 23 (Karte) | um 1910 (Mietshaus) | Putzfassade im Reformstil um 1910, Kunststein- und Putzgliederungen sowie Putzdekor, ortsentwicklungsgeschichtlich und baugeschichtlich von Bedeutung | 09297983 |
|                                         | Mietshaus in halboffener Bebauung in Ecklage | Wilhelm-Plesse-Straße 24 (Karte) | 1906 (Miethaus) | | 09299421 |
|                                         | Mietshaus in geschlossener Bebauung | Wilhelm-Plesse-Straße 26 (Karte) | 1903–1905 (Mietshaus) | Klinkerfassade in Formen des ausgehenden Historismus, Kunststein- und Putzgliederungen, ortsentwicklungsgeschichtlich und baugeschichtlich von Bedeutung Architekt Alfred Lutze entwarf 1903 den soliden Mietshausbau für Privatmann Gustav Curt Wiedemann aus Leipzig-Volkmarsdorf. Für die Bauleitung verantwortlich war Maurerpolier Wilhelm Blödel, für die Ausführung Maurer August Ernst Leopold Kruse. Letzterer wird einige Monate später als Grundstücksbesitzer genannt, bevor in einen Zwangsversteigerungsverfahren 1904 Johanna Margarethe verw. Nickau geb. Meier den Zuschlag erhält. 1907 ist Eigentümer der Postassistent Friedrich Alwin Scheibe aus Leipzig-Neustadt, 1934 der Zahlmeister Gustav Arthur Lauschke. Reparaturen der Dachentwässerung sowie an der Fassadenfront und Neuverputz der Hofseite im Auftrag des VEB KWV 1949. Bauantrag für Instandsetzung, Modernisierung, Umbau und Dachgeschossausbau 1995 durch Michael Johann Pömmerl/MUP Grundstücksverwertungsgesellschaft mbH. Axialsymmetrisch konzipierte Klinkerfassade mit verputztem Erdgeschoss und Formteilen aus Kunststein. Die Formensprache mit vorsichtiger Annäherung an den Jugendstil. Denkmalfplegerisch teils unbefriedigende Sanierung, die Ausstattung ist teilweise erhalten, u. a. das hölzerne Treppenhaus, Hof- und Aborttüren im Treppenhaus, die Haustür und Jugendstildekoration. Für das Haus besteht ein baugeschichtlicher und ortsteilentwicklungsgeschichtlicher Wert. LfD/2009, 2018 | 09297984 |
|                                         | Doppelmietshaus in geschlossener Bebauung | Wilhelm-Plesse-Straße 27; 29 (Karte) | 1931–1932 (Doppelmietshaus) | Putzfassade mit Klinkergliederung, als Dokument privat initiierten Wohnungsbaus baugeschichtlich von Bedeutung | 09305663 |
|                                         | Mietshaus in geschlossener Bebauung, mit historischer Werbeschrift über dem Laden | Wilhelm-Plesse-Straße 31 (Karte) | 1935 (Mietshaus) | mit Laden und Durchgang, Putzfassade, Zeugnis sozialen Wohnungsbaus der 1930er Jahre, baugeschichtlich von Bedeutung Architekt Fritz Riemann übernahm Bauleitung und statische Erörterung bei der Ausführung seiner eigenen Entwürfe, im Auftrag von Bäckermeister Willy Popendicker aus Lindenthal. Der Bauantrag für das Wohnhaus mit Bäckerei wurde im März 1935 gestellt, die Schlussprüfung am letzten Tag des gleichen Jahres durchgeführt und knapp drei Monate später die Anerkennung als steuerbefreiter Kleinwohnungsbau vollzogen. Für die Ausführung konnte das Baugeschäft F. H. Heine aus Dölitz gewonnen werden. Alle bislang Genannten waren 1937–1939 an der Errichtung eines freistehenden Wäscherollengebäudes im Hof beteiligt. Im Erdgeschoss waren eine Ladenwohnung abmietbar, ein Wirtschaftsgang eingerichtet und hofseitig ein Backstubenanbau vorhanden während die oberen Etagen jeweils zwei Mietparteien zur Verfügung standen, hier Bad/WC und eine Loggia zugehörten. Aktenkundig sind Planungen für eine Erweiterung der Backstube 1979 und der Dachausbau 1997/1998. Auffallend ist ein bis zu den Fensterstürzen gezogener Eisenklinkersockel, in den somit auch das gestufte Haustürportal fällt und die Ladenzone der Bäckerei mit erhaltener Werbeschrift in einzelnen erhabenen Buchstaben. Die restlichen Fassadenflächen sind verputzt, wobei durchgezogene Sohlbankgesimse die mittleren vier Achsen zusammenfassen. Linksseitig findet ein zweiachsiges Dachhaus geschickt charmanten Anschluss an das höher konzipierte Nachbargebäude 27/29, überspielt raffiniert den Übergang von der vier- zur fünfgeschossigen Bauweise, Teile der einfachen gediegenen Ausstattung sind erhalten. Das bemerkenswerte Wohngebäude ist Zeugnis sozialen Wohnungsbaus der 1930er Jahre in Leipzig und baugeschichtlich von Bedeutung. LfD/2018 | 09305764 |
|                                         | Einzeldenkmal o. g. Sachgesamtheit: Mehrfamilienhaus einer Wohnanlage (siehe auch Sachgesamtheitsdokument – Obj. 09305628, Otto-Adam-Straße 1, 3, 5, 7, 9) | Wilhelm-Plesse-Straße 32 (Karte) | um 1930 (Mehrfamilienwohnhaus) | Putzfassade mit Kunststein-, Putz- und Klinkergliederungen, Lückenschließungsbau und Teil der an den umliegenden Straßen in Blockrandbebauung errichteten Wohnanlage (siehe Otto-Adam-Str. 1–9 und 4/6, Rudi-Opitz-Str. 2–12, Virchowstr. 33–51 und Wilhelm-Plesse-Str. 34–46), Zeugnis des sozialen Wohnungsbaus um 1930, Architekt Fritz Riemann, ortsentwicklungsgeschichtlich, baugeschichtlich und sozialgeschichtlich von Bedeutung | 09297985 |
| Weitere Bilder                          | Mietshauszeile in halboffener Bebauung | Wilhelm-Plesse-Straße 33; 35; 37 (Karte) | 1935–1937 (Doppelmietshaus 33/35), Mietshaus (Nummer 37) | Putzfassade, Zeugnis des sozialen Wohnungsbaus der 1930er Jahre, ortsentwicklungsgeschichtlich, baugeschichtlich und sozialgeschichtlich von Bedeutung | 09305804 |
| Weitere Bilder                          | Einzeldenkmal o. g. Sachgesamtheit: acht Mehrfamilienhäuser (Wilhelm-Plesse-Straße 34–46 mit Otto-Adam-Straße 12) einer Wohnanlage (siehe auch Sachgesamtheitsdokument – Obj. 09305628, Otto-Adam-Straße 1, 3, 5, 7, 9) | Wilhelm-Plesse-Straße 34; 36; 38; 40; 42; 44; 46 (Karte) | 1930 (Mehrfamilienwohnhaus) | Putzbauten in Blockrandbebauung, Putz-, Kunststein- und Klinkergliederungen, zurückhaltende Einflüsse von Art déco und Neuem Bauen, Tordurchfahrt zwischen Wilhelm-Plesse-Straße 38 und 40, siehe auch Otto-Adam-Straße 1–9, Rudi-Opitz-Straße 2–12, Virchowstraße 33–51 und Wilhelm-Plesse-Straße 32, Zeugnis des sozialen Wohnungsbaus um 1930, Architekt: Fritz Riemann, ortsentwicklungsgeschichtlich, baugeschichtlich und sozialgeschichtlich von Bedeutung | 09299330 |
| Direkt Bild zu diesem Denkmal hochladen | Straßenanlage mit Allee und Straßenpflaster | Wilhelm-Sammet-Straße (Karte) | 2. Hälfte 19. Jh. (Pflaster) | alte Pflasterung parallel zur Bleichertfabrik, Platanenallee, verkehrsgeschichtliche Bedeutung | 09298458 |
| Direkt Bild zu diesem Denkmal hochladen | Mietshaus in offener Bebauung in Ecklage, mit Vorgarten | Wilhelm-Sammet-Straße 12 (Karte) | um 1905 (Mietshaus) | Putzfassade im Sinne der versachlichten Architektur nach 1900, Kunststein- und Putzgliederungen, polygonaler Eckturm mit Schweifhaube, zur Wilhelm-Sammet-Straße erkerartige Vorlage, abgeschlossen mit Austritt und Gaupe, ortsentwicklungsgeschichtlich und baugeschichtlich von Bedeutung | 09262414 |
|                                         | Mietshaus in offener Bebauung, mit Vorgarten und Einfriedung | Wilhelm-Sammet-Straße 13 (Karte) | um 1905 (Mietshaus) | Putzfassade mit Jugendstildekor, Kunststeingliederungen, Mittelrisalit mit geschweiftem Giebel, zeitweise Betriebsdruckerei der Drahtseilbahnfabrik Adolf Bleichert & Co., ortsentwicklungsgeschichtlich und baugeschichtlich von Bedeutung | 09298711 |
|                                         | Doppelmietshaus in offener Bebauung, mit Vorgarten, Einfriedung und Pflasterung | Wilhelm-Sammet-Straße 14; 16 (Karte) | um 1900 (Doppelmietshaus) | markanter Putzbau in Formen des ausgehenden Historismus mit Jugendstilanklängen, Sandsteingliederungen, in der Fassadenmitte je ein breiter Kastenerker, darüber renaissancistische Zwerchgiebel, Eckbetonung durch Polygonalerker mit Schweifhauben, ortsentwicklungsgeschichtlich und baugeschichtlich von Bedeutung | 09297722 |
| Weitere Bilder                          | Fabrikgebäude einer ehemaligen Fabrikanlage | Wilhelm-Sammet-Straße 15 (Karte) | 1906 (Fabrikgebäude) | Putzfassade im Reformstil um 1910, einst Haus- und Modelltischlerei der Drahtseilbahnfabrik Adolf Bleichert & Co. (siehe Lützowstraße 34), ortsentwicklungsgeschichtlich, industriegeschichtlich und baugeschichtlich von Bedeutung | 09294347 |
|                                         | Ehemalige Fabrikanlage (Anschrift: Lützowstraße 34 und Wilhelm-Sammet-Straße 17, 19, 21, 23, 25, 27, 29 sowie Wilhelm-Sammet-Straße 91 und 93), mit mehreren Verwaltungs- und Fabrikgebäuden, zwei Werkhallen sowie Vorgarten und Einfriedung | Wilhelm-Sammet-Straße 17; 19; 21; 23; 25; 27; 29; 91; 93 (Karte) | 1881, Ansiedlung in Gohlis (Maschinenbauindustrieanlage), 1881 (Verwaltungsgebäude), 1897 (Verwaltungsgebäude), 1909–1911, Königsbau (Verwaltungsgebäude), 1906, Betriebsverwaltung (Verwaltungsgebäude)                                                   | Mehrzahl der Gebäude in historistischen Formen, Klinkerfassaden mit Putz- und Steingliederungen, sogenannter Königsbau Putzbau im Reformstil um 1910, mit Betonkonstruktion, 1874 Firmengründung, 1881 Ansiedlung in Gohlis, Firma Drahtseilbahnen Adolf Bleichert & Co. weltweit älteste und ehemals bedeutendste Fabrik für Drahtseilbahnen, später Erweiterung der Produktion mit Herstellung von Hebezeugen sowie verschiedener Verlade- und Transportanlagen, zu DDR-Zeiten VEB Verlade- und Transportanlagen Leipzig »Paul Fröhlich« (VTA), Zeugnis für die Bedeutung Leipzigs als einstiges Zentrum des Maschinenbaus (siehe auch Wilhelm-Sammet-Straße 15), ortsentwicklungsgeschichtlich, industriegeschichtlich und baugeschichtlich von Bedeutung | 09300205 |
|                                         | Mietshaus in offener Bebauung, mit Vorgarten | Wilhelm-Sammet-Straße 18 (Karte) | 1903–1904 (Mietshaus) | Putz-Klinker-Fassade zwischen ausgehendem Historismus und Jugendstil, auch Einflüsse des Landhausstils um 1900, Kunststein-, Klinker- und Putzgliederungen, seitliches Zwerchhaus mit Blendfachwerk, ortsentwicklungsgeschichtlich und baugeschichtlich von Bedeutung | 09299652 |
| Direkt Bild zu diesem Denkmal hochladen | Zwölf Mehrfamilienhäuser einer Wohnanlage und Einfriedung | Wilhelm-Sammet-Straße 20a; 20b; 20c; 22a; 22b; 22c; 24a; 24b; 24c; 26a; 26b; 26c (Karte) | um 1935 (Mehrfamilienwohnhaus) | Putzbauten in nachklingenden, gemäßigt modernen Formen um 1930, Putz- und Klinkergliederungen, Einfriedung zwischen den Nummern 22a und 24a, Zeugnisse des sozialen Wohnungsbaus der frühen NS-Zeit, siehe auch Kleiststraße 1–5b und Rückertstraße 9a–19, ortsentwicklungsgeschichtlich, sozialgeschichtlich und baugeschichtlich von Bedeutung | 09298459 |
|                                         | Mietshaus in halboffener Bebauung in Ecklage, mit Einfriedung und Vorgarten | Würkertstraße 1 (Karte) | bezeichnet 1914 (Mietshaus) | Putzfassade im Reformstil um 1910/15, Putz- und Kunststeingliederungen und akzentuierender Putzdekor, zur Würkertstraße Risalit und polygonaler Eckerker, Eckbalkone mit Bleiverglasung, zur Sasstraße Zwerchhaus mit Spitzgiebel, ortsentwicklungsgeschichtlich und baugeschichtlich von Bedeutung | 09297321 |
| Weitere Bilder                          | Mietshausgruppe, mit Vorgärten | Würkertstraße 2; 4; 6 (Karte) | um 1900 (Mietshaus) | Putzfassaden im Landhausstil um 1900 mit Jugendstilanklängen, Putz- und Kunststeingliederungen, Rhythmisierung durch Risalite, reiches Zierfachwerk im oberen Bereich, baugeschichtlich und ortsentwicklungsgeschichtlich von Bedeutung | 09297323 |
| Weitere Bilder                          | Mietshausgruppe, mit Vorgärten | Würkertstraße 3; 5; 7 (Karte) | bezeichnet 1913 (Mietshaus) | symmetrischer Putzbau im Reformstil um 1910/15, Putzgliederungen und akzentuierender Putzdekor, zu Seiten der Mitte zwei kastenförmige Standerker, Polygonalerker als Eckbetonung, große Zwerchhäuser, baugeschichtlich und ortsentwicklungsgeschichtlich von Bedeutung | 09297322 |
|                                         | Doppelmietshaus in geschlossener Bebauung, mit Vorgarten | Würkertstraße 9; 11 (Karte) | um 1930 (Doppelmietshaus) | Putzfassade in typischen Formen um 1930, sparsame Putz- und Klinkergliederungen, überhöhter Mittelteil mit kleinem Zwerchgiebel, baugeschichtlich und ortsentwicklungsgeschichtlich von Bedeutung | 09297348 |
| Weitere Bilder                          | Sieben Mehrfamilienhäuser einer Wohnanlage (Anschrift: Krokerstraße 14a und Wustmannstraße 1–11), mit Vorgärten | Wustmannstraße 1; 3; 5; 7; 9; 11 (Karte) | um 1925 (Mehrfamilienwohnhaus) | Putzfassade in traditionellen Formen der 1920er Jahre mit Art-déco-Einflüssen, Putz- und Kunststeingliederungen, Eckhäuser vorgezogen und mit erkerartigen Eckbetonungen, im zurückliegenden mittleren Teil Treppenhausachsen als überhöhte Vorlagen, Krokerstraße 14a mit eigenständiger Fassadengestaltung, zur Krokerstraße seitliche Vorlage mit hohem Zwerchgiebel, begleitet von Turmerker, Verbindungsachse zur Wustmannstraße in Loggien geöffnet, ortsentwicklungsgeschichtlich, baugeschichtlich und sozialgeschichtlich von Bedeutung | 09299291 |
| Weitere Bilder                          | Reihenhaus, mit Vorgärten | Wustmannstraße 2; 4; 6; 8; 10; 12; 14 (Karte) | 1924–1925 (Reihenhaus), 1925, gemeinsam mit Einfriedung (Vorgarten) | Putzbauten in traditionellen Formen der 1920er Jahre, Teil einer kleinen innerstädtischen Siedlungsanlage, siehe auch Kleiststraße 19–31, Krokerstraße 2–14 und Wustmannstraße 16–28, Architekt: Stadtbaurat James Bühring, ortsentwicklungsgeschichtlich und baugeschichtlich von Bedeutung | 09263884 |
| Direkt Bild zu diesem Denkmal hochladen | Reihenhaus, mit Vorgärten | Wustmannstraße 16; 18; 20; 22; 24; 26; 28 (Karte) | 1924–1925 (Reihenhaus), 1925, mit Vorgarten (Vorgarten) | Putzbauten in traditionellen Formen der 1920er Jahre, Teil einer kleinen innerstädtischen Siedlungsanlage, siehe auch Kleiststraße 19–31, Krokerstraße 2–14 und Wustmannstraße 2–14, Entwurf von Stadtbaurat James Bühring, ortsentwicklungsgeschichtlich und baugeschichtlich von Bedeutung | 09294692 |

## Ehemalige Kulturdenkmale
| Bild                                    | Bezeichnung        | Lage                         | Datierung        | Beschreibung | ID       |
| --------------------------------------- | ------------------ | ---------------------------- | ---------------- | --- | -------- |
| Direkt Bild zu diesem Denkmal hochladen | Fabrik             | Benedixstraße 2 (Karte)      | um 1905 (Fabrik) | Fabrik in Ecklage Etkar-André-Straße mit Einfriedung, Hoftrakt, Schornstein und Toreinfahrt (Klinkerbau, siehe auch Virchowstraße 1) | 09297337 |
| Direkt Bild zu diesem Denkmal hochladen | Handschwengelpumpe | Breitenfelder Straße (Karte) |                  | Handschwengelpumpe und Brunnenschacht und Abdeckplatte in Ecklage, an einer kleinen Grünanlage                                       | 09297314 |